# 2012 en littérature
| Années de la littérature : 2009 - 2010 - 2011 - 2012 - 2013 - 2014 - 2015    |
| Décennies de la littérature : 1980 - 1990 - 2000 - 2010 - 2020 - 2030 - 2040 |

Cet article présente les faits marquants de l'année 2012 en littérature.

## Évènements
- 27 au 29 janvier : 11e Festival de la biographie à Nîmes.
- 29 janvier : le dessinateur et scénariste français Jean-Claude Denis reçoit le « Nobel de la BD » au 39e Festival international de la bande dessinée à Angoulême.
- 23 au 25 mars : biennale du livre d'histoire, palais des congrès et château des Rohan à Pontivy Morbihan[1].
- 18 avril : l'éditeur Presses universitaires de France démarre la publication d'une nouvelle série d'ouvrages sur les séries TV[2].
- 15 août : début à Orbec (Calvados) de l’exposition « Vikings et chevaliers normands » qui présente la réalité des fiers Scandinaves à travers la bande dessinée[3].
- 20 au 23 septembre : Festival America à Vincennes, 80 auteurs américains invités.

### Anniversaires
- 7 février : bicentenaire de la naissance de Charles Dickens.
- 20 février : centenaire de la naissance de Pierre Boulle.
- 21 avril : centenaire de la mort de Bram Stoker.
- 26 avril : centenaire de la naissance de A. E. van Vogt.
- 3 juin : 125e anniversaire de la naissance de Carlo Michelstaedter.
- 14 juin : tricentenaire de la naissance du troubadour arménien Sayat-Nova, à Tiflis.
- 28 juin : tricentenaire de la naissance de Jean-Jacques Rousseau.
- 10 août : centenaire de la naissance de Jorge Amado.

## Parutions

### Bande dessinée
1. A et Nonyme, La Souillon, éd. Rebecca Rills, 48 p. BD érotique.
2. Achdé, Daniel Pennac (auteur), Tonino Benacquista (scénario), Les Nouvelles Aventures de Lucky Luke, tome 5 : Cavalier seul, éd. Lucky Productions, 48 p.
3. Charlie Adlard, Robert Kirkman (scénario), Cliff Rathburn (en) (contribution), Walking Dead, tome 16: Un vaste monde, traduit par Edmond Tourriol, éd. Delcourt, 144 p.
4. Alexe, scénario Jean-Luc Istin et Olivier Peru, couleur d’Élodie Jacquemoire, Lancelot, tome 3 : Morgane, éd. Soleil
5. Appollo, Serge Huo-Chao-Si (scénario), La Grippe coloniale, tome 2 : Cyclone la peste, éd. Vents d'Ouest, coll. Equinoxe, 54 p.
6. Philippe Aymond et Jean Van Hamme (auteur belge), Lady S, tome 8 : Raison d'État, éd. Dupuis, 48 p.
7. Laëtitia Aynié et Jacky Goupil (scénariste), Je suis célibataire et j'aime ça !, éd. Vents d'Ouest, 72 p.
8. David B., Les Incidents de la nuit, éd. L'Association, 96 p.
9. Pénélope Bagieu, Le Coffret Joséphine, éd. Delcourt, 96 p.
10. Daniel Blancou, Retour à Saint-Laurent-des-Arabes, éd. Delcourt, 144 p[4].
11. Boulet et Pénélope Bagieu (scénario), La Page blanche, éd. Delcourt, 208 p. L'histoire d'une jeune fille qui a tout oublié.
12. Boulet, Formicapunk, éd. Delcourt, 189 p.
13. François Bourgeon et Claude Lacroix, Le cycle de Cyann, tome 5 : Les Couloirs de l'entretemps, éd. 12 bis, 68 p.
14. Brüno, Lorna, éd. Treize étrange, 160 p.
15. Philippe Buchet, Jean-David Morvan (scénario), Sillage, tome 15 : Chasse gardée, éd. Delcourt.
16. Albert Camus, L'Étranger, illustré par José Munoz, éditions Futuropolis, 144 p. : « Le roman dans son texte intégral accompagné de plus de 50 illustrations. »[5]  (ISBN 9782754807685)
17. Daniel Casanave et David Vandermeulen, Marie Shelley, éd. Le Lombard, 80 p.
18. Maryse et Jean-François Charles, (scénario), India Dreams, tome 7, Taj Mahal, éd. Casterman, 48 p.
19. Ian Churchill (britannique), Marineman, éd. Glénat Comics, 208 p.. Le croisement entre le commandant Cousteau et un Superman sous-marin.
20. Yannick Corboz, Wilfrid Lupano (scénariste), Nicolas Vial (contribution), L'Assassin qu'elle mérite, tome 2 : La Fin de l'innocence, éd. Vents d'Ouest, 55 p.
21. Marc Cuadrado, Je veux une Harley, éd. Fluide glacial / Audie, 48 p.
22. Giulio De Vita et Yves Sente (scénario), Les Mondes de Thorgal - Kriss de Valnor, tome 2 : La Sentence des Walkyries, éd. du Lombard, 48 p.
23. Giulio De Vita et Yves Sente (scénario), Les Mondes de Thorgal - Kriss de Valnor, tome 3 : Digne d'une reine, éd. du Lombard, 48 p.
24. Jean-Yves Delitte, U-Boot, tome 3 : Le Secret de Peenemünde, éd. 12 bis.
25. Thierry Démarez, Jacques Martin (auteur), Valérie Mangin (scénario), Alix senator, tome 1 : Les Aigles de sang, Casterman, 47 p.
26. Jean-Claude Denis, Luc Leroi reprend tout à zéro, éd. Futuroplis, 456 p.
27. Aurélien Ducoudray et Bastien Quignon, El paso, éd. Sarbacane, 96 p.  (ISBN 9782848655567)
28. Ennio Ecuba, Vincenzo Lauria, Vincenzo Cucca et Mariagrazia Federico (contribution), Hot Charlotte, éd. Drugstore, 48 p. BD érotique.
29. Adrien Floch, Christophe Arleston (scénario), Les Naufragés d'Ythaq, tome 10 : Nehorf capitol, éd. Soleil Productions.
30. Christopher Ford, L'Odyssée de Zozimos. tome 2, éd. Çà et là, 236 p..
31. Philippe Francq, Jean Van Hamme (scénario), Largo Winch, tome 18 : Colère rouge, éd. Dupuis, 48 p.
32. Franquin (belge, 1924-1997), Lagaffe en musique, éd. Marsu Productions, 48 p. Thème du Gaffophone.
33. Renaud Garreta, Jean-Claude Bartoll (scénario), Insiders, saison 2, tome 1 : Narco business, éd. Dargaud, 48 p.
34. Philippe Geluck, Le Chat, tome 17 : Le Chat érectus, éd. Casterman.
35. Anthony Giroud, Mezzomo (scénario), Les Nadal-Fleury, tome 5 : Missak, éd. Glénat.
36. Brice Goepfert, Daniel Bardet (scénario), Les Chemins de Malefosse, tome 20, éd. Glénat.
37. Griffo, Stephen Desberg (scénario), Roberto Burgazzoli (contribution) et Bautista (contribution), Sherman, tome 6 : Le Pardon, Jeanine, éd. du Lombard, coll. Troisième vague, 46 p.
38. Griffo, Frédéric Lenoir (scénario), L'Oracle Della Luna, tome 1, éd. Glénat.
39. Matt Groening (américain), Les Simpson: Sans filet !, éd. Jungle.
40. Matt Groening (américain), Le Guide de Springfield, éd. Fetjaine, 136 p.
41. Richard Guérineau et Fabien Nury (scénario), XIII Mystery, tome 5 : Steve Rowland, éd. Dargaud, 56 p.
42. Dominique Hé, Philippe Richelle (scénario), Secrets bancaires USA, tome 4, éd. Glénat.
43. Bruno Heitz et Dominique Joly (texte), L'Histoire de France en BD. De 1789 à nos jours (tome 3), éd. Casterman.
44. Éric Hérenguel, Makyo (scénariste), Balade au bout du monde : Épilogue, éd. Glénat.
45. Romain Hugault et Yann (scénariste), Le Pilote à l'Edelweiss, tome 1 : Valentine, éd. Paquet.
46. Igor et Olaf Boccère : Chambre 121 : l'intégrale, éd. Dynamite, coll. Outrage, 312 p. BD érotique.
47. Janssens et Carrère, Les Scientiflics, tome 2, éd. Bamboo, 48 p.
48. Henri Jenfèvre, Christophe Cazenove (scénario), Olivier Sulpice (scénario), Les Gendarmes, tome 14 : L'imitation de vitesse !, éd. Bamboo, 48 p.
49. Iouri Jigounov, Yves Sente et Jean Van Hamme (scénario), XIII, tome 21 : L'Appât, éd. Dargaud, 48 p.
50. Jim, Une nuit à Rome, tome 1, cycle 1, éd. Bamboo, coll. Grand Angle, 104 p.
51. André Juillard, Yves Sente (scénario), Blake & Mortimer, tome 21 : Le Serment des cinq Lords, éd. Blake & Mortimer, 56 p.
52. Jul, Silex and the City, tome 3. Le néolithique c'est pas automatique, éd. Dargaud, 48 p.
53. Kerascoët et Hubert (scénariste), Beauté, tome 2 : La Reine indécise, éd. Dupuis, 48 p.
54. Igor Kordey, Jean-Pierre Pécau (scénariste), Len O'Grady (contribution), L'Histoire secrète, tome 27 : Santa muerte, éd. Delcourt, 56 p.
55. Louis Lachance, Éric Corbeyran (scénario), Uchronie(s), New Delhi, tome 1, éd. Glénat.
56. Lambil, Raoul Cauvin, Les Tuniques bleues, tome 56 : Dent pour dent, éd. Dupuis, 48 p.
57. Manu Larcenet, Blast, tome 3 : La Tête la première, éd. Dargaud, 220 p..
58. Laudec (italien) et Raoul Cauvin (belge), Cédric, tome 26 : Graine de star, avec la collaboration de Leonardo, éd. Dupuis, 48 p.
59. Leo, Les Survivants, tome 2 : Anomalies quantiques, éd. Dargaud, 48 p.
60. Lucio Alberto Leoni, Olivier Peru (scénario), Zombies, tome 0 : La Mort et le mourant, éd. Soleil
61. Lucio Alberto Leoni, Nicolas Jarry (scénario), Élodie Jacquemoire (contribution), Les brumes d'Asceltis, tome 5 : Orian, éd. Soleil Productions, 48 p..
62. Li-An, Laurence Croix (contribution), Les Enquêtes insolites des maîtres de l'étrange, tome 1 : L'Ange tombé du ciel, éd. Vent d'Ouest, 56 p..
63. Régis Loisel, Jean-Blaise Djian (scénario), Vincent Mallié (scénario), Le Grand Mort, tome 4 : Sombre, éd. Vents d'Ouest.
64. Régis Loisel, Peter Pan, tome 3 : Tempête, éd. Vents d'Ouest
65. Guillaume Long (suisse) et François-Régis Gaudry (scénariste), À boire et à manger, éd. Gallimard, 141 p..
66. Lorusso, Olivier Peru (scénario), La Guerre des Orcs : Guerre et Paix, éd. Soleil
67. Laurent Maffre, Demain, demain. Nanterre, bidonville de la Folie, 1962-1966, éd. Actes Sud / Arte, 140 p[6].
68. Frank Margerin et Cuadrado; Je veux une Harley, éd. Fluide glacial, 48 p.
69. Enrico Marini, Stephen Desberg (scénario), Le Scorpion, tome 10 : Au nom du fils, éd. Dargaud, 48 p.
70. Stefano Martino, Olivier Peru (scénario), Nosferatu, tome 2 : Para bellum, éd. Soleil
71. Jean-Yves Mitton, Messalina, acte II : Le Sexe et le glaive, éd. Ange Association, coll. Sexy bulles, 48 p. BD érotique.
72. Mix & Remix, Regags, préface de Frédéric Beigbeder, éd. Les Cahiers dessinés, 160 p.
73. Thimothée Montaigne, Alex Alice (scénario), Xavier Dorison (contribution), Le Troisième Testament : Julius II : La Révélation, chapitre 1, éd. Glénat.
74. Hélène Montardre, Achille le guerrier, éd. Nathan, 64 p.
75. Grant Morrison, Batman, tome 3 : Nouveaux Masques, éd. Urban Comics, 300 p.
76. Marion Mousse (dessinateur), Jean-David Morvan et Frédérique Voulyzé (scénaristes) et Boris Vian (auteur), L'Écume des jours, éd. Delcourt/Mirages, 168 p.
77. Oriol & Zidrou, La Peau de l’ours, éd. Dargaud.
78. Palma, Cossu, Alexis Sentenac & Ange, La Geste des chevaliers dragons, tome 14 : La Première, éd. Soleil.
79. Julien Neel, Lou !, tome 6 : L'Âge de cristal, éd. Glénat, 56 p.
80. Clément Oubrerie et Julie Birmant (scénariste), Jul (contribution), Pablo, tome 1 : Max Jacob, éd. Dargaud, 80 p. Grand prix RTL de la BD.
81. Clément Oubrerie et Julie Birmant (scénariste), Sandra Desmazières (contribution), Pablo, tome 2 : Apollinaire, éd. Dargaud, 84 p.
82. Amruta Patil (indienne), Parva, tome 1 : L'éveil de l'océan, traduit de l'anglais par Marielle Morin, éd. Au Diable Vauvert, 280 p.  (ISBN 9782846264303) : roman graphique autour de la mythologie hindoue[7] ; deux autres tomes prévus.
83. Christian Perrissin, Martha Jane Cannary, tome 3 : Les dernières années, 1877-190, éd. Futurpolis.
84. Christophe Picaud, Jean-Luc Clerjeaud (scénariste), Jean-Charles Gaudin (scénariste), Fabien Alquier (contribution), L'Assassin royal, Tome 6 : Œil-de-nuit, éd. Soleil Productions, 48 p..
85. Pitek : Poupée, tome 2, éd. Rebecca Rills, 48 p. BD érotique.
86. Romain Pujol et Thitaume (scénario) : Les Lapins crétins, tome 1 : Bwaaaaaaaaaaah !, éd. Les Deux Royaumes, 48 p..
87. Max de Radiguès, 520 km, éd. Sarbacane.
88. Ivan Reis (brésilien), Geoff Johns (scénario), Aquaman, tome 1 : Peu abyssale, éd. Urban Comics, 144 p..
89. Romuald Reutimann et Pierre Gabus, Cité 14 : La dernière tyrolienne, éd. Les Humanoïdes associés, 64 p..
90. Hervé Richez, Christophe Cazenove et Jytéry, avec la contribution d'Alexandre Amouriq et Mirabelle, Les Fondus de la rando, tome 1, éd. Bamboo, 48 p..
91. Thierry Robin, Fabien Nury, La Mort de Staline, tome 2 : Funérailles, éd. Dargaud, 64 p..
92. Rodolphe, Leo, Bertrand Marchal et Sébastian Bouet (contribution), Namibia, tome 3
93. Marine de Sailly, Rêves SM, tome 1, éd. Rebecca Rills, 48 p. BD érotique
94. Marine de Sailly, Rêves SM, tome 2, éd. Rebecca Rills, 48 p. BD érotique
95. Frédérik Salsedo (dessins), Greg Salsedo (coloriste), Olivier Jouvray (scénariste), Au royaume des aveugles, tome 1 : Les Invisibles, éd. du Lombard, 56 p. Thriller chez Big Brother.
96. Olivier Schwartz et Yann (scénariste), Gringos locos : tome 1, éd. Dupuis.
97. Art Spiegelman (américain), Meta Maus, éd. Flammarion, 304 p. Le making of complet de ses deux albums.
98. Roman Surzhenko, Yann (scénario), Les Mondes de Thorgal - Louve, tome 2 : La Main coupée du dieu Tyr, éd. du Lombard, 48 p.
99. Nicolas Tabary, René Goscinny (textes, 1926-1977), Iznogoud, 25 histoires, éd. IMAV, 280 p.
100. Nicolas Tabary, Nicolas Canteloup (textes) et Laurent Vassilian (textes), Iznogoud président, éd. IMAV, 48 p.
101. Hervé Tanquerelle et David B., Les Faux Visages, éd. Futuropolis, 152 p.. Le Gang des postiches.
102. René Tardi, Moi René Tardi, prisonnier de guerre au Stalag II B, éd. Casterman, 160 p..
103. Didier Tarquin, Christophe Arleston (scénario), Lanfeust Odyssey en 3D : L’Énigme Or-Azur, éd. Soleil Productions.
104. Yoshihiro Tatsumi (japonais), Une vie dans les marges, tome 1 (453 p) et tome 2 (432 p), éd. Cornélius[8]. Prix Regards sur le monde, Festival d'Angoulême 2012.
105. Tetsuya Tsutsui, Prophecy Vol.1, traduit par David Le Quéré, éd. Ki-oon, 224 p. Manga.
106. Peter J. Tomasi, Batman Saga, tome 5, éd. Urban Comics.
107. Topaz : Emma : Au fil du temps, éd. Rebecca Rills, 46 p. BD érotique.
108. Sylvain Vallée, Fabien Nury (scénario), Il était une fois en France, tome 6 : La Terre promise, éd. Glénat, 72 p..
109. Jean Van Hamme, Alcante, Francis Vallès et Christian Favrelle (contribution), Rani, tome 3 : Esclave, éd. du Lombard, 48 p..
110. Marco Venanzi, Jacques Martin (auteur), François Corteggiani (scénariste), Alix, tome 31 : L'Ombre de sarapis, éd. Casterman.
111. Bastien Vivès, L'Amour, tome 3, éd. Delcourt, coll. Shampoing, 192 p.
112. Bastien Vivès, Florian Ruppert et Mulot, La Grande Odalisque, tome 1 : Aire libre, éd. Dupuis, 122 p. Une cambrioleuse féline, prix Landerneau BD.
113. Vrancken, Stephen Desberg et Coquelicot (contribution), I.R.$, tome 14 : Les Survivants de Nankin, éd. du Lombard, coll. Troisième vague, 47 p.
114. Éric Warnauts et Guy Raives, Les Temps nouveaux, tome 2 : Entre chien et loup, éd. Le Lombard, 64 pages.
115. Zanzim et Hubert, Ma vie posthume, tome 1 : Ne m'enterrez pas trop vite, éd. Glénat, 48 p.
116. Zep : Titeuf, tome 13 : À la folie, éd. Glénat, 48 p.
117. collectif, L'Art de la bande dessinée, éd. Citadelles & Mazenod, 592 p.

### Biographies, souvenirs et récits
1. Dominique A, Y revenir, éd. Stock, 93 p. Relations de l'auteur et de la ville de Provins.
2. Pierre-Louis Basse, Gagner à en mourir, éd. Robert Laffont, 149 p. août 1942, un match de football entre des Ukrainiens et les occupants allemands.
3. Stéphane Bern, Le Destin d'une reine, éd. Albin Michel, 148 p. Sur la reine Élisabeth II.
4. Jean-Mathieu Boris, Jean-Louis Crémieux-Brilhac (préface), Combattant de la France libre, éd. Perrin.
5. Laurent Bourdelas, Alan Stivell, éd. Le Télégramme, 336 p.
6. Maryse Condé, La Vie sans fards, éd. Jean-Claude Lattès, 334 p. Une autobiographie.
7. Boris Cyrulnik (psychiatre), Sauve-toi, la vie t'appelle, éd. Odile Jacob, 304 p. Récit de son enfance.
8. Monique Dollin du Fresnet, Pierre-Paul Riquet, éd. du Sud-Ouest, 320 p.
9. Sonia Dubois (journaliste et actrice) et Robert Macia (journaliste), Un bébé chez les quinquas, éd. Flammarion, 310 p..
10. Alain Duhamel (journaliste), Portraits souvenirs. 50 ans de vie politique, éd. Plon, 324 p.
11. Alber Elbaz, Lanvin, éd. Steidl, 704 p. Processus de création du directeur artistique de Lanvin.
12. Kitty Ferguson, L'Incroyable Stephan Hawking, traduit par Olivier Courcelle, éd. Flammarion, 452 p.
13. Daniel Filipacchi, Ceci n'est pas une autobiographie, éd. Bernard Fixot, 444 p.. Souvenirs d'un patron de presse.
14. Jane Fonda (américaine), Prime Time, traduit par Stéphane Roques, éd. Plon, 450 p.
15. François Forestier, Un si beau monstre, éd. Albin Michel, 286 p. Sur Marlon Brando.
16. Paul Fournel, Anquetil tout seul, éd. Le Seuil, 176 p.
17. Paula Fox (américaine), L'hiver le plus froid : une jeune Américaine en Europe libérée, traduit par Marie-Hélène Dumas, éd. Joëlle Losfeld, 128 p.. L'Europe d'après-guerre vue par une jeune journaliste américaine.
18. Régis Franc, London prisoner, éd. Fayard, 215 p.. Le récit humoristique de son installation à Londres.
19. Marie Fugain, Moi, on ne m'a jamais demandé comment j'allais…, éd. Michel Lafon. Comment la mort de sa sœur Laurette a détruit sa famille.
20. Stéphanie Fugain, Tu n'avais peur de rien, éd. Flammarion. Pour l'amour de sa faille Laurette morte d'une leucémie à 22 ans.
21. Grand Corps Malade, Patients, éd. Don Quichotte, 168 p.. Récit de son accident et de sa rééducation.
22. F. G. Haghenberg, Le Jour des morts, traduit par Albert Bensoussan, éd. de L'Herne, 199 p. une biographie de Frida Kahlo.
23. Françoise Héritier, Le Sel de la vie, éd. Odile Jacob, 92 pages.
24. Claude-Catherine Kiejman, Eleanor Roosevelt, First Lady et rebelle, éd. Tallandier, 254 p.
25. Sandra Kollender, La Tête à Toto, éd. Steinkis, 156 p.. Une mère et son enfant handicapé.
26. Paul Léautaud (1872-1956), Journal particulier. 1935, éd. Mercure de France.
27. Marie Lebey, Mouche’, éd. Léo Scheer.
28. Nicole Le Douarin, Dans le secret des êtres vivants. Itinéraire d'une biologiste, éd. Robert Laffont, 488 p.
29. Gilles Leroy, Dormir avec ceux qu'on aime, éd. Mercure de France.
30. Djalla-Maria Longa, Mon enfance sauvage, éd. Glénat.
31. Céline Malraux, Madeleine Malraux, avec une légère intimité, éd. Baker Street Larousse, 256 p.
32. Bertrand Meyer-Stabley, Majesté !, éd. Pygmalion, 456 p.. Sur la reine Élisabeth II.
33. Antoine Michelland, Marie Ier, le dernier roi français, éd. Perrin, 377 p. La vie de Marie-Charles de Mayréna (1842-1890).
34. Pierre Milza, Garibaldi, éd. Fayard, 648 p.
35. Yassaman Montazami, Le Meilleur des jours, éd. Sabine Wespieser, 144 p. Sur son père.
36. Joanny Moulin, Elisabeth II. Une reine dans l'histoire, éd. Flammarion, 358 p. Sur la reine Élisabeth II.
37. Monique Pelletier, Le Soleil peut attendre, éd. Anne Carrière. Une juriste et une femme politique.
38. Gersende et Francis Perrin, Louis, pas à pas, éd. Jean-Claude Lattès, 250 p. La vie avec un fils autiste.
39. Alain Pompidou (témoignage) et Éric Roussel (préface), Georges Pompidou. Lettres, notes et portraits, 1928-1974, éd. Robert Laffont. L'ancien président (1969-1974) de la République française.
40. Martine de Rabaudy, Électrochocs, éd. Flammarion, 182 p. Avoir une mère maniaco-dépressive.
41. Muriel de Rengervé, Romain Gary : Parle-leur maintenant, éd. Jacob-Duvernet. Dans la peau de l'écrivain.
42. Marc Roche, Elizabeth II. Une vie, un règne, éd. La Table Ronde, 270 p.. Sur la reine Élisabeth II.
43. Sonia Rykiel et Judith Perrignon, N'oubliez pas que je joue, éd. L'iconoclaste, 180 p..
44. Jorge Semprún (espagnol, 1923-2011), L'Écriture ou la Vie (1994), dossier supplémentaire par Stéphane Chomienne et Agnès Verlet, éd. Folioplus Classiques, 448 p..Sur les 16 mois passé au camp de Buchenwald.
45. Gilles Sengès, Xavier Niel, l'homme Free, éd. Michel de Maule.
46. Sergio, préface de Line Renaud, Loyal mais jusqu'où ?, éd. Calmann-Lévy.
47. Shin Dong-hyuk (nord-coréen), Blaine Harden (américain), Rescapé du camp 14, éd. Belfond[9].
48. Sœur Emmanuelle, Je suis la femme la plus heureuse du monde, éd. du Rocher.
49. Arnold Schwarzenegger, Total Recall, l'incroyable histoire de ma vie, éd. Presses de la Cité.
50. Laury Thilleman, Le Métier de paraître. Journal d'une Miss.
51. Aude de Thuin, Femmes si vous osiez, éd. Robert Laffont.
52. Jean-Louis Trintignant, Du côté d'Uzès, éd. Le Cherche-Midi.
53. Alain Vauge, J'ai nom Jeanne La Pucelle. Journal d'une courte vie, éd. Bénévent.
54. Denis Westhoff, Françoise Sagan, ma mère, éd. Flammarion, 224 p..

### Enseignement
1. Colette Mourey Du contrepoint au contrepoint atonal (Éditions Marc Reift)[10]

### Essais
1. Harold Cobert, Petit éloge du charme, éd. Françoise Bourin, 110 p..
2. Andrea Dworkin (trad.  Martin Dufresne et Michele Briand, préf. Christine Delphy), Les femmes de droite [« Right-Wing Women »], Montréal, Éditions du Remue-ménage, 11 novembre 2012, 250 p.  (ISBN 9782890913509 et 2890913503), notice éditeur.
3. Thomas Gaetner, Hip-hop, éd. Fetjaine, 294 p.. Les glorieuses années 1990 du rap français.
4. Valérie Harvey (sociologie), Le pari impossible des Japonaises, enquête sur le désir d'enfant, Éditions du Septentrion, 198 p..
5. Michel Maffesoli (universitaire), Homo eroticus, des communions émotionnelle, éd. CNRS.
6. Nadine Ribault et Thierry Ribault, Les Sanctuaires de l'abîme : chronique du désastre de Fukushima, Éditions de l'Encyclopédie des Nuisances.
7. Tetsuya Takahashi (Japonais), Morts pour l'empereur, La question du Yasukuni, traduit par Arnaud Nanta, préface de Stéphane Audoin-Rouzeau, éd. Les Belles Lettres.

#### Culture
1. Sous la direction de Lola Bonnabel (archéologue), Archéologie de la mort en France, éd. La Découverte-Inrap, 180 p.
2. Jean-Paul Caracalla, En remontant les boulevards, éd. La Petite Vermillon, 217 p.. Une promenade culturelle et historique sur les grands boulevards parisiens.
3. (dir.) Didier Danet, Jean-Paul Hanon et Gérard de Boisboissel, La Guerre robotisée, éd. Economica, coll. « Guerres et opinions ».
4. Jean-François Duval, Kerouac et la Beat Generation, éd. Presses universitaires de France, coll. « Perspectives critiques », 328 p.
5. Dominique Faber, Marion Minuit et Bruno Takodjerad, Nous deux : La saga du roman photo, éd. J.-C. Gawsewitch, 240 p.
6. Adrien Goetz, Versailles, le château-livre, de Molière à Erik Orsenna, 222 p, éd. Art-Lys / Château de Versailles.
7. Jean-Philippe Leclaire (journaliste sportif), Pourquoi les Blancs courent moins vite, éd. Grasset, 372 p.
8. Thierry Marin, Le principe de floraison : Manières végétales de faire des mondes, éd. Max Milo, 416 p.
9. Joel Sternfeld, Joel Sternfeld, First Pictures, éd. Steidl, 320 p.. Un des pionniers de la photographie couleur (1969-1980).
10. Jean-Pierre Thiollet, Piano ma non solo, éd. Anagramme, 191 p..
11. Allen S. Weiss (américain), Miroirs de l’infini, traduit par Mathilda Sitbon, éd. Le Seuil, 145 p.. réflexion philosophique sur les jardins à la française[11].

##### Beaux arts
1. Judith Benhamou-Huet, Les artistes ont toujours aimé l'argent: D'Albrecht Dürer à Damien Hirst, éd. Grasset, 240 p.
2. Dominique Bona, Deux sœurs. Yvonne et Christine Rouart, les muses de l'Impressionnisme, éd. Grasset, 380 p.
3. Louise Bourgoin et Edwart Vignot (historien de l'art), Orsay mis à nu, éd. Place des Victoires, 208 p. Une promenade au musée d'Orsay.
4. Lætitia Cénac, Gala Dalí, égérie de l'Art moderne, éd. de la Martinière, 200 p.
5. Alain Cueff, Edward Hopper. Entractes, éd. Flammarion, 271 p.
6. Nelly Delay et Dominique Ruspoli, Hiroshige, invitation au voyage, éd. À Propos, 64 p. Le grand peintre d'estampes japonaises.
7. Augusto Gentili, Titien, éd. Actes Sud, 432 p.. Portraitiste du XVIe siècle.
8. Maryline Heck et Raphaëlle Guidée, Modiano, éd. de L'Herne, 278 p., sur l'écrivain français Patrick Modiano.
9. Alexandra Lapierre, Artemisia, éd. Robert Laffont. Une des premières femmes peintres au XVIIIe siècle.
10. Deborah Lyons, Brian O'Doherty et Adam-D Weinberg, Edward Hopper. De l’œuvre au croquis, éd. Prisma, 152 p.
11. Rosalind Ormiston, Edward Hopper. Les 100 plus beaux chefs-d’œuvre, éd. Larousse, 144 p.
12. Didier Ottinger, Hopper. Ombre et lumière du mythe américain, éd. Gallimard, coll. Découvertes, 128 p.
13. Emmanuel Pernoud, Hopper : peindre l'attente, éd. Citadelles & Mazenod / Les Phares, 384 p..
14. Vincent Pomarède, Belles du Louvre, éd. de la Martinière / Louvre, 320 p. Les plus belles figures féminines du musée.
15. Elena Poniatowska (mexicaine), Leonora, traduit par Claude Fell, éd. Actes Sud, 448 p. L'aventure artistique et la vie de Leonora Carrington (1917-2011), peintre surréaliste britannique[12].
16. Xavier Rey, Les Nus de Degas, éd. Gallimard, coll. Découvertes.
17. Gonzague Saint Bris, Rosa Bonheur, éd. Robert Laffont, 240 p. Biographie d'une femme artiste-peintre.
18. Gonzague Saint Bris, Louis XIV et le grand siècle, éd. Télémaque, 320 p.
19. Anne Sinclair, 21 rue de la Boétie, éd. Grasset, coll. Documents français, 304 p. L'histoire de son grand-père, Paul Rosenberg, célèbre marchand de tableaux et ami de Picasso.
20. collectif, Le Musée absolu, éd. Phaidon, 992 p.. 3 000 Œuvres du monde entier.

##### Cinéma
1. Antoine de Baecque (présentation), Paris vu par Hollywwod, éd. Skira-Flammarion, 288 p.. Une ville fantasmée par le cinéma américain.
2. Olivier Barrot, Tout feu tout flamme : une traversée du cinéma français, éd. Cahiers du cinéma, 313 p. Un siècle de cinéma français.
3. Frédéric Brun et Yann-Brice Dherbier, préface Catherine Murino, Les James Bond Girls, éd. du Chêne et E/P/A, 192 p.
4. Christophe Carrière, Patrick Dewaere, une vie, éd. Balland, 254 p.
5. Isabelle Danel (journaliste) : Marilyn, de A à Z, éd. Tana.
6. Dejia Zhang-Ke (cinéaste chinois), Dits et écrits d'un cinéaste chinois, éd. Capricci, 256 p. Recueil d'entretien.
7. Olivier Delcroix, Les Super-Héros au cinéma, éd. Hoebeke, 192 p.
8. Bertrand Dicale, Louis de Funès de A à Z, éd. Tana.
9. Jean-Luc Douin, Le Cinéma du désir, éd. Joëlle Losfeld, 358 p.
10. Jean-Antoine Duprat, James Bond, 101 voitures de légende, éd. de l'Opportun, 220 p.
11. Hervé Dumont, Jeanne d'Arc de l'Histoire à l'écran. Cinéma & télévision, éd. Favre / Cinémathèque suisse, 176 p.
12. Paul Duncan, Les Archives de James Bond 007, éd. Tascher France, 592 p.
13. Jean-Antoine Duprat, James Bond : 101 voitures de légendes, éd. de l'Opportun, 220 p.
14. Guillaume Evin, James Bond est éternel, éd. du Moment, 200 p.
15. Arnaud Guyot-Jeannin, préface de Jean-Paul Török, Les Visages du cinéma français. 35 portraits non-conformistes, éd. Xenia, 230 p.
16. John Landis, Créatures fantastiques et monstres au cinéma, éd. Flammarion, 320 p.
17. Jean-Pierre Lavoignat, Romy. Entretien avec Sarah Biasini, éd. Flammarion.
18. Nathalie Léger, Supplément à la vie de Barbara Loden, éd. P.O.L., 150 p.
19. Marie-Dominique Lelièvre, Brigitte Bardot - Plein la vue, éd. Flammarion.
20. Henri Loyrette, Degas, éd. Fayard.
21. Oriane Oringer, À la rencontre de B.B., éd. Collection privée, 256 p. Un livre vérité sur l'actrice, la femme, la militante.
22. Jean-François Rauger, Universal Studios : 100 ans de cinéma, éd. de la Martinière, 280 p.
23. Goliarda Sapienza (italienne) : Moi, Jean Gabin, traduit par Mathalie Castagné, éd. Attila, 176 p.
24. Françoise-Marie Santucci, Monroerama, éd. Stock, 368 p. Un regard sur Marilyn Monroe.
25. Jean Valère (cinéaste), Le Film de ma vie avec le DVD du film La Sentence, éd. Le Bord de l'eau, 240 p. Autobiographie.
26. Frédéric Valmont et François Justamand, Les Interprètes de James Bond. Agent secret de sa Majesté, éd. Didier Carpentier, 143 p.
27. Sam Wasson (américain), 5e Avenue, 5 heures du matin, traduit par Françoise Smith, éd. Sonatine, 300 p.
28. Collectif, James Bond Girls : L'album des 50 ans d'un mythe, éd. Prémium, 162 p.
29. Collectif, James Bond, 50 ans d'art et d'affiches, éd. Huginn Muninn, 350 p.

##### Musique
1. Marc Besse, Noir Désir, à l'envers, à l'endroit, éd. Ring (octobre)[13].
2. Gilbert Jouin, Salut les copains, éd. Ipanema, 92 p.. DVD, photos, fac-similés, l'épopée de Salut les copains.
3. Gilles Lhote, Johnny, le rock dans le sang, éd. Le Cherche-Midi, 216 p. Des documents et des anecdotes sur Johnny Hallyday.
4. Rolling Stones, Les Rolling Stones : 50 ans de légende, éd. Flammarion, 352 p..
5. Nicolas Ungemuth, Philippe Manœuvre (préface), Le Roman du rock, éd. du Rocher, 252 p. Qu'est devenu le rock ?
6. Neil Young, Une autobiographie, traduit par Bernard Cohen et Abel Gerschenfeld, éd. Robert Laffont, 452 p..

#### Économie et entreprise
1. Mario Amendola et Jean-Luc Gaffard, Capitalisme et cohésion sociale, éd. Economica, 194 p[14].
2. Serge Audier, Néo-libéralisme(s). Une archéologie intellectuelle, éd. Grasset, coll. Mondes vécus, 636 p[15].
3. Frédéric Bastiat (1801-1850), Damien Theillier (postface), Daniel Tourre (introduction), Le very best of Frederic Bastiat, éd. Tulys.
4. François Bourguignon, La Mondialisation de l'inégalité, éd. Le Seuil, 103 p..
5. Anton Brender (universitaire), Florence Pisani (universitaire) et Émile Gagna, La Crise des dettes souveraines, éd. La Découverte, 126 p..
6. Didier Bruneel, Les Secrets de l'or, éd. Le Cherche Midi, 208 p[16].
7. Pascal Canfin, Ce que les banques vous disent et pourquoi il ne faut presque jamais les croire, éd. Les Petits matins 125 p[17].
8. Jean-Marc Daniel, 8 leçons d'histoire économique : croissance, crise financière, réforme fiscale, dépenses publiques, éd. Odile Jacob, coll. Économie, 225 p.
9. Lucie Davoine, Économie du bonheur, éd. La Découverte, 128 p[18].
10. Jean-Philippe Delsol et Nicolas Lecaussin, À quoi servent les riches, éd. Lattès.
11. Franck Dedieu, Emmanuel Lechypre et François de Witt, 150 idées reçues sur l'économie, éd. L'Express Roularta Poche, 370 p[19].
12. Jean-Pierre Dupuy, L'Avenir de l'économie, éd. Flammarion, 292 p[20].
13. sous la direction de François Geerolf et Gabriel Zucman, Repenser l'économie, éd. La Découverte / Regards croisés sur l'économie, 248 p.. Avec les lauréats du prix du Meilleur jeune économiste Le Monde/Cercle des économistes[21].
14. Pierre-Noël Giraud, La Mondialisation : Émergences et fragmentations, éd. Sciences humaines, 165 p.
15. Jacques de Guillebon, Frédéric Ozanam, la cause des pauvres, éd. L'Œuvre, 144 p.
16. Mathieu Laine, Dictionnaire du libéralisme, éd. Larousse, 720 p.
17. Adam Lashinsky (journaliste), Inside Apple, éd. Dunod[22].
18. Sébastien Lechevalier, La Grande transformation du capitalisme japonais, éd. Les Presses de Sciences Po, 420 p[23].
19. Évariste Lefeuvre, La Renaissance américaine, éd. Leo Scheer.
20. Erik Orsenna, Sur la route du papier. Petit précis de mondialisation III, éd. Stock, 314 p. Tout sur le papier.
21. Matthieu Pigasse (banquier), Révolutions, éd. Plon, 238 p.
22. Christian Saint-Étienne (économiste), L'Incohérence française, éd. Grasset.
23. Christian Saint-Étienne (économiste), Joker européen, éd. Odile Jacob.
24. Jacques Sapir, Faut-il sortir de l'euro ?, éd. Le Seuil, 204 p.
25. Blanche Segrestin et Armand Hatchuel, Refonder l'entreprise, éd. Le Seuil, 128 p[24]
26. Marc Touati (économiste), Quand la zone euro explosera…, éd. du Moment, 264 p.
27. Daniel Tourre, Pulp libéralisme. La tradition libérale pour les débutants, éd. Tulys, 236 p.

#### Éducation
1. Hubert Aupetit et Cécilia Suzzoni : Sans le latin, éd. Fayard et Mille et une nuits, 424 p.
2. Vincent Badré, L'Histoire fabriquée ? Ce qu'on ne vous a pas dit à l'école..., éd. du Rocher, 288 p.
3. Maryline Baumard, Vive la pension. Ces ados qui veulent aller en internat, éd. Jean-Claude Lattès, 194 p.
4. Laurence Bee et Jean-François Gayrard (sous la direction), Facebook et Twitter expliqués aux parents, éd. Le Web.
5. Alain Bentolila (universitaire), Au tableau, monsieur le Président ! : Pour une école enfin républicaine, éd. Odile Jacob, coll. Sciences humaines, 152 p.
6. Serge Boimare (psychopédagogue), La Peur d'enseigner, éd. Dunod.
7. Alain Braconnier (psychiatre, psychologue), Être parent aujourd'hui. Amour, bon sens, logique, éd. Odile Jacob, 305 p.
8. Dana Castro, Petits silences, petits mensonges. Le jardin secret de l'enfant, éd. Albin Michel, coll. Questions de parents.
9. Bruno Devauchelle, Comment le numérique transforme les lieux de savoir, éd. FYP.
10. Virginie Dumont (psychologue) et Carlotta (illustrations), Souriez, vous êtes parents d'adolescents, éd. Fleuve Noir, 128 p.
11. Virginie Dumont (psychologue), Questions d'amour chez les préadolescents de 8-11 ans, éd. Nathan.
12. Dominique Glasman (sociologue), L'Internat scolaire. Travail, cadre, construction de soi, éd. Presses universitaires de Rennes.
13. Mara Goyet (enseignante), Collège brutal, éd. Flammarion, coll. Café Voltaire, 137 p. Qu'est-ce un bon professeur aujourd'hui.
14. Jacques Henno, Facebook et vos enfants. Guide pratique : les 45 questions à se poser, éd. Télémaque.
15. Axel Kahn (médecin) et Yvan Brohard (historien), Les Âges de la vie, mythes, art, science, éd. de La Martinière.
16. Denis Marquet et Hélène Mathieu, Nos enfants sont des merveilles. Les clés du bonheur d'éduquer, éd. Nil.
17. Denis Meuret, Gouverner l'école. Une comparaison France / États-Unis, éd. Presses Universitaires de France, 217 p.
18. Martine Menès, préface de Serge Boimare, L'Enfant et le savoir. D'où vient le désir d'apprendre ?, éd. Le Seuil, 170 p.
19. Isabelle Méténier et Hamid Aguini, La Rébellion positive : en couple, en famille, face à sa hiérarchie, éd. Albin Michel, 200 p.
20. Matthias Müller-Michaelis, Maman, je n'ai plus d'argent, éd. Anagramme, 140 p.
21. Jane Nelson (américaine), La Discipline positive. En famille, à l'école, comment éduquer avec fermeté et bienveillance, éd. du Toucan, 400 p..
22. Gérard Poussin et Anne Lamy, Réussir la garde alternée, éd. Albin Michel, 150 p.
23. Marcel Rufo (pédopsychiatre), Grands-parents à vous de jouer !, éd. Anne Carrière, 200 p.
24. Kilien Stengel (auteur gastronomique), Une cantine peut-elle être pédagogique ? Éditions L'Harmattan, collection Questions contemporaines, 2012, 132p..  (ISBN 978-2-2969-6419-8)
25. Jean de Viguerie (historien), Les Pédagogues. Essai historique sur l'utopie pédagogique, éd. Cerf, 160 p.
26. Laurent Wetzel (universitaire), Ils ont tué l'histoire-géo, éd. François Bourin, 256 p.

#### Histoire
1. Michel Roger Augeard, Melpomène se parfume à l'héliotrope, éd. Jean-Claude Lattès, 422 p.. Sens des messages de ma BBC lors de la Seconde Guerre mondiale.
2. Alain Baraton (jardinier), Vice et Versailles : Crimes, trahisons et autres empoisonnements au palais du Roi-Soleil, éd. Grasset.
3. Mary Beard (historienne anglaise), Pompéi. La Vie d'une cité romaine, traduit par Pierre-Emmanuel Dauzat, éd. Le Seuil/Histoire, 448 p.
4. Jean-Jacques Becker (présentation), Articles et discours de guerre de Georges Clemenceau (1914-1918), éd. Pierre de Taillac / Ministère de la Défense, 351 p.
5. Stéphane Bern, Secrets d'Histoire, 3, éd. Albin Michel
6. Sylvie Barnay, L’Église de France face à la persécution des juifs 1940-1944, éd. CNRS, 528 p.
7. Pierre Bezbakh, Crises et changements de société. Les grandes ruptures dans l'histoire de l'Empire romain à nos jours, éd. L'Harmattan, coll. Histoire économique, 300 p[25].
8. Jean-Paul Bled, François-Ferdinand d'Autriche, éd. Tallandier, 368 p.
9. Edina Bozoky, Attila et les Huns, éd. Perrin, 310 p.
10. Julia Brachner (présentation), Riom 1942. Le procès, éd. Omnibus, 1 088 p. Le procès des responsables de la défaite par le régime de Vichy.
11. Jean-Louis Brunaux, Alésia. Les journées qui ont fait la France, éd. Gallimard, 370 p.
12. Dimitri Casali, L'Histoire de France interdite. Pourquoi ne sommes-nous pas fiers de notre histoire ?, éd. Jean-Claude Lattès, 180 p.
13. Philippe Contamine, Olivier Bouzy et Xavier Hélary, Jeanne d'Arc. Histoire et dictionnaire, éd. Robert Laffont, coll. Bouquins, 1 216 p.
14. Francis Démier, La France de la Restauration (1814-1830) : L'impossible retour du passé, éd. Gallimard, coll. Folio Histoire, 1 096 p.
15. Jean-Luc Domenach, Mao, sa cour et ses complots. Derrière les Murs rouges, Fayard, 2012[26]
16. Catherine Dufour, L'Histoire de France pour ceux qui n'aiment pas ça, éd. Mille et une Nuits, 304 p. Revisite humoristique de l'Histoire de France.
17. Christophe Dutrône, La Victoire taboue. Algérie, la réussite tactique de l'armée française, éd Le Toucan, coll. Enquête & Histoire, 250 p.
18. Lucien Febvre (1878-1956), Nous sommes des sang-mêlés. Manuel d'histoire de la civilisation française, présentation de Denis et Élisabeth Crouzet, éd. Albin Michel. Essai de 1950 pour l'Unesco. Une histoire croisée des peuples.
19. Henri-Christian Giraud, Chronologie d’une tragédie gaullienne, éd. Michalon, 320 p.
20. Odile Goerg et Xavier Huetz de Lemps, Histoire de l'Europe urbaine : La Ville coloniale (tome V), éd. Points Histoire, 442 p..
21. R-G Grant (anglais), Franck Ferrand (Préface), Les 1001 batailles qui ont changé le cours de l'histoire, traduit par Stéphanie Alglave, Marianne Ferraud et Cécile Giroldi, éd. Flammarion, 960 p.
22. Jean-Jacques Jordi, Un silence d’État. Les disparus civils européens de la guerre d'Algérie, éd. Soteca, 200 p.
23. Gerd Krumeich, Jeanne d'Arc en vérité, traduit par Valentine Meunier, éd. Tallandier, 254 p.
24. Yann Le Bohec, Alésia, 52 avant J.-C., éd. Tallandier, 224 p.
25. Bertrand Le Gendre (journaliste), Confessions du no 2 de l'OAS, éd. Les Arènes.
26. Joseph Lequinio, Guerre de Vendée et des Chouans, édition critique de Jean Atarit, Centre vendéen de recherches historiques, 260 p.
27. Emmanuel Le Roy Ladurie, Daniel Rousseau et Anouchka Vasak, Les Fluctuation du climat. De l'an mil à aujourd'hui, éd. Fayard.
28. Évelyne Lever, Le Temps des illusions. Chronique de la Cour et de la Ville, 1715-1756, éd. Fayard, 439 p.
29. Alain Michel, Vichy et la Shoah. Enquête sur le paradoxe français, éd. CLD, 408 p.
30. Pierre Montagnon, Histoire de la Légion de 1831 à nos jours, éd. Tallandier, 600 p.
31. Robert Muchembled, Une histoire de la violence. De la fin du Moyen Âge à nos jours, éd. Points Histoire, 496 p.
32. Alexis Neviaski, Képi blanc, casque d'acier et croix gammée, éd. Fayard, 396 p..
33. Rithy Panh et Christophe Bataille, L'Élimination, éd. Grasset, 288 p.. Témoignage sur le génocide Khmer.
34. Pierre Pellissier, Solférino. 24 juin 1859, éd. Perrin, 224 p.
35. Michel Pernot, La Fronde : 1648-1653, éd. Texto.
36. Guy Pervillé (historien), La France en Algérie, 1830-1954, éd. Vendémiaire, coll. Chroniques, 526 p.
37. Rémy Porte, Les Secrets de la Grande Guerre, éd. Vuibert, 336 p. Des archives inédites.
38. Pauline de Préval, Jeanne d'Arc. La sainteté casquée, éd. Points Seuil, 170 p.
39. Claude Quétel, Murs. Une autre histoire des hommes, éd. Perrin, 318 p.. Mur de Berlin, Grande muraille de Chine, ligne Maginot, mur de l'Atlantique, mur des Lamentations, mur de la peste de 1720…
40. Jean-Marie Rouart, Napoléon ou la destinée, éd. Gallimard, 351 p.
41. Sylvain Roussillon, Les Brigades internationales de Franco, éd. Via Romana, 364 p.
42. Sygmunt Stein (1899-1968), Jean-Jacques Marie (commentaires), Ma guerre d'Espagne. Brigades internationales : la fin d'un mythe, traduit par Marina Alexeeva-Antipovéd, Le Seuil, 207 p.. Publié en 1962 à New York, un livre accablant sur la réalité des brigades internationales et du rôle des communistes[27],[28].
43. Stacy Schiff, Cléopâtre, traduit par L. Decréau, éd. Flammarion, 404 p.
44. Pierre Schoendoerffer, préface du général Maurice Faivre, Harkis, soldats abandonnés. Témoignages, éd. XO, 256 p.. Témoignages de Harkis et d'officiers sur une « ignominie ».
45. Jean-François Sirinelli, Les Vingt décisives. 1965-1985, éd. Hachette/Pluriel, 330 p.. Histoire culturelle, les vingt années qui ont changé la France.
46. Hippolyte Taine (1828-1893), préface de Jean-Paul Cointet, Les Origines de la France contemporaine, éd. Robert Laffont, coll. Bouquins, 1 792 p.
47. André Testart (ethnologue), Avant l'histoire : L'évolution des sociétés, de Lascaux à Carnac, éd. Gallimard / Bibliothèque des Sciences humaines, 560 p. Mise en place des premières sociétés humaines.
48. Éric Teyssier, Spartacus. Entre le mythe et l'histoire, éd. Perrin, 346 p.
49. Julius Van Daal, La Colère de Ludd, L'Insomniaque.
50. André Vauchez (sous la direction), collectif Jean-Robert Armogathe, Sylvie Barnay, Jean-Pierre Bastian, Philippe Boutry, Pierre Gibert, Valerio Petrarca et Isabelle Richet, Prophètes et prophétismes, éd. Le Seuil / Histoire, 496 p.
51. Paul Veyne (historien), L'Empire gréco-romain, éd. Points Histoire, 1104 p.
52. Yang Jisheng, Stèles. La Grande famine en Chine, 1958-1961, traduit par Louis Vincenolles et Sylvie Gentil, éd. Le Seuil, 662 p. Les crimes de Mao, 36 millions de Chinois morts de faim.
53. Guillaume Zeller, Un massacre oublié, éd. Tallandier, 240 p.
54. Charles Zorgbibe, Talleyrand et l'invention de la diplomatie française, éd. Fallois, 238 p.
55. Mitchell Zuckoff, Les Disparus de Shangri-La, éd. Flammarion, 384 p.
56. Henri de Wailly, L’offensive blindée alliée d’Abbeville - 27 mai - 4 juin 1940, préface de Benoist Bihan, Éditions Economica, Collection Campagnes & stratégies, août 2012,  (ISBN 978-2-7178-6477-9).

#### Littérature
1. Vassilis Alexakis, L'Enfant grec, éd. Stock, 320 p. Une promenade au jardin du Luxembourg est l'occasion de digressions sur les auteurs.
2. Honoré de Balzac (1799-1850), Correspondance II, 1836-1841, éd. Bibliothèque de la Pléaïde, 1 456 p.
3. Iman Bassalah et Pauline Baer, À la plage, éd. Balland, 416 p. Une compilation de textes d'auteurs sur la plage, la sieste et la séduction.
4. Walter Benjamin, Allemands - Une série de lettres, Éditions de l'Encyclopédie des Nuisances
5. Bill Bryson (américain), Shakespeare, éd. Payot, 224 p. Une antibiographie.
6. François Cérésa, Le Roman des aventuriers, éd. du Rocher, 243 p. Des portraits d'aventuriers.
7. Jean-Luc Chiflet, Dictionnaire amoureux de l'humour, éd. Plon, 708 p.
8. Jean-Paul Cointet, Hippolyte Taine. Un regard sur la France, éd. Perrin, 426 p.
9. Michel Crépu, Le Souvenir du monde. Essai sur Chateaubriand, le dernier catholique heureux, éd. Grasset, 228 p.
10. Louis Deville (journaliste), La Légende des cycles et autres chroniques, 480 p.
11. Lorenza Foschini (italienne), Le Manteau de Proust, traduit par Danièle Valin, éd. La Table Ronde, 144 p. Une introduction à l’œuvre de Proust.
12. Alain Grousset et Carl Delaisse, Et s'il n'y avait plus de livres, éd. Marabout, 100 p.. 100 déclarations d'amour.
13. James Joyce (irlandais, 1882-1941), sélection et traduction André Topia, Lettres à Nora (1904-1909), éd. Rivages Poche, 208 p..
14. Simon Leys (belge), Le Studio de l'inutilité, éd. Flammarion, 304 p.
15. Pierre Louÿs (1870-1925, belge), Œuvre érotique, éd. Robert Laffont, 1.027 p.
16. Morceaux choisis (1781-1788) par Sabine Melchior-Bonnet dans l’œuvre de Louis-Sébastien Mercier (1740-1814, journaliste, critique littéraire, traducteur), Les Femmes de Paris à l'époque des Lumières, éd. Tallandier, 256 p.
17. Norman Mailer (1923-2007, américain), L'Amérique, traduit par Anne Rabinovitch, éd. Les Belles Lettres, 485 p.. Une anthologie de ses textes de 1960 à 1999.
18. Michel Marmin, Victor Hugo, pour l'éternité, éd. Chronique, 160 p.. Le parcours littéraire, culturel et politique de l'intellectuel engagé.
19. Henry Miller (1891-1980, américain), Lettres à Maurice Nadeau, 1947-1978, éd. Buchet-Chastel, 432 p.
20. Richard Millet, Langue fantôme : Essai sur la paupérisation de la littérature suivi de Éloge littéraire d'Anders Breivik, éd. Pierre-Guillaume de Roux, 128 p.
21. Richard Millet, De l'antiracisme comme terreur littéraire, éd. Pierre-Guillaume de Roux, 92 p.
22. Henri Mitterand (universitaire), Autodictionnaire Zola, éd. Omnibus, 864 p.
23. Irène Némirovsky, (russe, 1903-1942), Œuvres complètes (2 volumes), éd. Le Livre de poche, 1 928 et 2 008 p.
24. Olivier Poivre d'Arvor, À la plage, éd. Balland, 416 p.
25. Bernard Teyssèdre (philosophe), Jean-Jacques Lefrère (préface), Arthur Rimbaud et le foutoir zutique, éd. Léo Scheer, 752 p.
26. Jean-Philippe Toussaint, L'Urgence et la Patience, Les Éditions de Minuit, 110 p., Un essai sur l'envers du décor d'écrivain.
27. Johann Wolfgang von Goethe (allemand, 1743-1832), Voyage en Italie (1786-87) (publié en 1816-1817), éd. Bartillat, coll. Omnia, 642 p..
28. Denis Westhoff, Sagan et fils, éd. Stock, 254 p.
29. Virginia Woolf (anglaise, 1882-1941), Œuvres romanesques (2 volumes), édité sous la direction de Jacques Aubert, multiples traducteurs, éd. Gallimard / La Pléiade, 1.482 et 1.513 p[29].

#### Philosophie
1. Alain Badiou (philosophe), La République de Platon, éd. Fayard.
2. Walter Benjamin, Allemands, Éditions de l'Encyclopédie des Nuisances.
3. Pierre Bourdieu (philosophe, 1930-2002), Sur l'État : Cours au Collège de France, éd. Le Seuil.
4. Yves Citton (universitaire), Renverser l'insoutenable, éd. Le Seuil, 208 p..
5. André Comte-Sponville (philosophe), Le Sexe ni la mort : Trois essais sur l'amour et la sexualité, éd. Albin Michel, 350 p.
6. Luc Ferry entretien avec Claude Capelier, De l'Amour. Une philosophie pour le XXIe siècle, éd. Odile Jacob.
7. László Földényi (philosophe hongrois), Mélancolie. Essai sur l'âme occidentale, traduit par Natalia Huzsvai et Charles Zaremba, éd. Actes Sud, 368 p.
8. Philippe Lacoue-Labarthe, sous la direction de Aristide Bianchi et Leonid Kharlamov, La réponse d'Ulysse : Et autres textes sur l'Occident, Nouvelles Éditions Lignes, 186 p. Pourquoi la haine que suscite l'Occident ?
9. Guillaume Le Blanc (universitaire), Courir. Méditations physiques, éd. Flammarion. La course à pied permet de concilier l'ultra-mobilité et la réflexion.
10. Damien Le Guay, La Mort en cendres. La crémation aujourd'hui, que faut-il en penser ?, éd. du cerf, 208 p. Sur le thème des funérailles.
11. Mathias Lebœuf (coordination), Plages philo... à l'usage de tous, éd. Tallandier.
12. Frédérique Leichter-Flack (universitaire), Le Laboratoire des cas de conscience, éd. Alma. Une analyse sur l'éthique.
13. Jean-Bertrand Pontalis (philosophe), Avant, éd. Gallimard, coll. Blanche.
14. Hartmut Rosa (sociologue et philosophe allemand), Aliénation et accélération : Vers une théorie critique de la modernité tardive, traduit par Thomas Chaumont, éd. La Découverte, coll. Théorie critique, 154 p.

#### Politique
1. Bertrand Badie, préface de Gaïdz Minassian, Nouveaux mondes. Carnets d'après guerre froide, éd. CNRS.
2. Mark Bowden (américain), Il faut tuer Ben Laden, éd. Grasset, 384 p.
3. Franck Bulinge, préface Rémy Pautrat, Alain Juillet et Éric Delbecque, De l'espionnage au renseignement : La France à l'âge de l'information, éd. Vuibert / INHES, 350 p..
4. Marc Crépon (philosophe), Le Consentement meurtrier, éd. CERF. Analyse de la terreur des dictatures.
5. Jean Garrigues, Les Hommes providentiels, éd. Le Seuil, 480 p.
6. Marc Grassin et Frédéric Pochard, préface de Didier Sicard, La Déshumanisation civilisée, éd. Cerf. La dérive de l'éthique chez les scientifiques.
7. Jean-Claude Guillebaud (journaliste et essayiste), Une autre vie est possible, éd. L'Iconoclaste, 234 p. « La société humaine n'est pas en perdition, elle mue. »
8. Alain Joxe, Les Guerres de l'empire global. Spéculations financières, guerres robotiques, résistance démocratique, éd. La Découverte, 260 p[30].
9. Bruno de La Palme, 100 ans d'erreurs de la gauche française. Va-t-elle recommencer ?, éd. Le Toucan, 408 p..
10. Yves Lacoste, La géographie, ça sert d'abord à faire la guerre, éd. La Découverte, 246 p.
11. Alain Minc, L'Âme des nations, éd. Grasset, 279 p. « Comme les individus, les pays ont un ADN qui conditionne leur comportement. »
12. René Riesel, Surveiller et guérir (les moutons) ; l'administration du désastre en action : une étude de cas, Éditions de l'Encyclopédie des Nuisances.
13. Jean Robin, Le Livre noir de la gauche. Colonialisme, antisémitisme, collaboration, pédophilie, affairisme, éd. Tatamis, 300 p.
14. Roberto Saviano (Italien), Le Combat continu. Résister à la mafia et à la corruption, éd. Robert Laffont, 192 p.
15. Tzvetan Todorov, Les Ennemis intimes de la démocratie, éd. Robert Laffont, 256 p.
16. Éric Werner, Le Début de la fin et Autres Causeries crépusculaires, éd. Xenia, 112 p.

#### Politique par pays
1. Gilles Biassette, Où va l'Amérique ? De Wall Street à Main Street, la peur du déclin, éd. Baker Street, 230 p[31].
2. Pascal Dayez-Burgeon, Histoire de la Corée des origines à nos jours, éd. Tallandier.
3. Général Jean Fleury, Crise libyenne : la nouvelle donne géopolitique, éd. Jean Picollec, 198 p.. La question militaire.
4. Michel Foucher (géographe), L’Obsession des frontières, éd. Perrin[32].
5. Bernard Guetta (journaliste), L'An I des révolutions arabes (décembre 2010 - janvier 2012), éd. Belin, Littératures et revues, 304 p[33].
6. Henry Kissinger (homme politique américain), De la Chine, éd. Fayard, 564 p[34].
7. Henry Laurens (historien), Question de Palestine, tome IV : 1967-1982, le Rameau d'olivier et le fusil du combattant, éd. Fayard, 900 p.
8. Jeremy Rifkin (économiste américain), La Troisième révolution industrielle. Comment le pouvoir latéral va transformer l'économie, l'énergie et le monde., éd. Les Liens qui libèrent, 380 p..
9. sous la direction d'Olivier Richomme et Vincent Michelot, Le Bilan d'Obama, éd. Presses de Sciences Po, supplément "Eco & entreprise, avril".
10. Michel Seurat (sociologue, 1947-1986), Syrie, l’État de barbarie, éd. Presses universitaires de France, coll. Proche-Orient, 288 p[35]. Texte de 1983 sur la Syrie.
11. Mahnaz Shirali (sociologue iranienne), La Malédiction du religieux. La défaite de la pensée démocratique en Iran, éd. François Bourin.
12. Viivi Luik (estonienne), Le Petit placard de l'homme, éd. Pierre-Guillaume de Roux, 168 p. Une réflexion sur le totalitarisme à partir de l'expérience estonienne.

##### Politique en France
1. Antonin André et Karim Rissouli (journalistes), L'Homme qui ne devait pas être président, éd. Albin Michel, 230 p.. Livre d'après campagne sur François Hollande.
2. Jacques Attali, Candidats, répondez !, éd. Fayard, 336 p.
3. Serge Audier, Néolibéralisme(s) : une archéologie intellectuelle, éd. Grasset, 636 p.
4. Christophe Barbier, Maquillages. Les politiques sans fard, éd. Grasset, 247 p.
5. Jean-Claude Barreau, Sans la nation, le chaos. L'aveuglement des élites, éd. Le Toucan, 192 p.
6. Nicolas Baverez, Réveillez-vous !, éd. Fayard, 198 p.. Sur la situation économique de la France.
7. Éric Brunet, Pourquoi Sarko va gagner, éd. Albin Michel, 245 p.
8. Renaud Camus, Le Grand Remplacement, suivi de Discours d'Orange, éd. Renaud Camus, 166 p.
9. Marc Chaumeil (photos), Serge Raffy (préface) et Sibylle Vincendon (textes), François Hollande, président élu, éd. Privat, 144 p.
10. Claire Checcaglini, Bienvenue au Front - Journal d'une infiltrée, éd. Jacob-Duvernet.
11. Professeur Jean Costentin, Pourquoi il ne faut pas dépénaliser l'usage du cannabis, éd. Odile Jacob.
12. Daniel Cohen et Alain Bergounioux, Le Socialisme à l'épreuve du capitalisme, éd. Fayard, 384 p.
13. Jean-François Copé, Manifeste pour une droite décomplexée, éd. Fayard, 203 p.
14. Sylvain Crépon, Enquête au cœur du nouveau Front national, éd. Nouveau Monde, 300 p[36].
15. Gérard Dalongeville (ancien maire PS d'Hénin-Beaumont) : Rose Mafia, éd. Jacob-Duvernet[37].
16. Christian Delporte (historien), Les Grands Débats politiques : ces émissions qui ont fait l'opinion, éd. Flammarion.
17. Denis Demonpion et Laurent Léger (journalistes), Le dernier tabou. Révélations sur la santé des présidents, éd. Pygmalion.
18. Alexandre Dézé (universitaire), Le Front national : à la conquête du pouvoir ?, éd. Armand Colin[38].
19. René Dosière, L'Argent de l'État - Un député mène l'enquête, éd. Le Seuil.
20. Alain Duhamel, Portraits souvenirs. 50 ans de vie politique, éd. Plon, 342 p.
21. Éric Dupin, La Victoire empoisonnée, éd. Le Seuil, 268 p.. Livre d'après campagne, chronologie du 29 août au 6 mai.
22. Éric Dupond-Moretti et Stéphane Durand-Souffland, Bête noire, éd. Michel Lafon, 248 p.
23. Edward Jay Epstein (journaliste américain), Three Days in May (Trois jours en mai). Sur l'affaire DSK au Sofitel de New York[39].
24. Alain Garrigou, Les Secrets de l’isoloir, éd. Le Bord de l’eau.
25. Jean Garrigues (universitaire), Les Hommes providentiels. Histoire d'une fascination française, éd. Le Seuil, 480 p.
26. Franz-Olivier Giesbert (journaliste), Derniers carnets, éd. Flammarion, 204 p.
27. Gilles-William Goldnadel, Le vieil homme m'indigne !, éd. Jean-Claude Gawsewitch, coll. Coup de gueule.
28. Stéphane Grand et Arnaud Leparmentier (journalistes), Nicolas Sarkozy, les coulisses d'une défaite, éd. L'Archipel, 280 p. Livre d'après campagne.
29. Laurent Greilsamer, La Favorite, éd. Fayard. sur les cent jours de Valérie Trierweiler.
30. Jérôme Grondeux, Socialisme : la fin d'une histoire ?, éd. Payot, 233 p.
31. Florence Haegel (politologue, universitaire), Droites en fusion, éd. Presses de Sciences Po.
32. Alain Hamon, Police, l'envers du décor, éd. Jean-Claude Gawsewitch.
33. Didier Hassoux et Jean-Michel Thénard (journalistes), Comment j'ai sauvé le Président. Farces et attrapes de la Sarkozie, éd. Calmann-Lévy, 256 p.
34. François Hollande, Changer de destin, éd. Robert Laffont.
35. Jean-Noël Jeanneney, L'État blessé, éd. Flammarion[40]
36. Eva Joly, Sans tricher, éd. Arènes.
37. Jacques Julliard, Les Gauches françaises, 1762-2012 : histoire, politique, imaginaire, éd. Flammarion, 944 p. Prix Jean-Zay des valeurs républicaines et de la laïcité.
38. François Kalfon et Laurent Baumel, Plaidoyer pour une gauche populaire, éd. Le Bord de l'eau.
39. Gilles Kepel, Banlieue de la République : Société, politique et religion à Clichy-sous-Bois et Montfermeil, éd. Gallimard, 530 p.
40. Gilles Kepel, Quatre-vingt-treize, éd. Gallimard, 332 p. La banlieue.
41. Mathieu Laine (chercheur et universitaire), Dictionnaire du libéralisme, éd. Larousse, 720 p.
42. Laurent Lantieri (médecin), Chaque visage a une histoire, éd. Flammarion. Récit.
43. Anne Lauvergeon, La Femme qui résiste, éd. Plon, coll. Témoignage, 237 p[41]. Atomic Anne règle ses comptes avec la Sarkozie.
44. Yves-Marie Le Bourdonnec et Thibaut Danancher, L'Effet bœuf, éd. Michel Lafon, 220 p[42].
45. Marine Le Pen, Pour que vive la France, éd. Jacques Grancher, 250 p.
46. Pierre Lellouche, Mondialisez-vous ! Manifeste pour une France conquérante, éd. du Moment, 179 p.
47. Martin Leprince (journaliste), illustrations de Cinzia Sileo, Cahier énervé de l'électeur de droite contre la gauche, éd. Jacob-Duvernet.
48. Martin Leprince (journaliste) et Gérard Dalongeville (ancien maire PS d'Hénin-Beaumont) : Rose Mafia 2. L'Enquête, éd. Jacob-Duvernet[43].
49. Marie-Ève Malouines, François Hollande ou la force du gentil, éd. Jean-Claude Lattès, 194 p[44].
50. Frédéric Martel (journaliste), J'aime pas le sarkozysme culturel, éd. Flammarion., éd. Arènes.
51. Olivier Mazerolle, Vue imprenable sur la campagne présidentielle, éd. Hugo & Cie, 240 p.
52. Raphaël Meltz, De voyou à pov'con. Les offenses au chef de l’État de Jules Grévy à Nicolas Sarkozy, éd. Robert Laffont, 270 p[45].
53. Catherine Nay, L'Impétueux. Tourments, tourmentes, crises et tempêtes, éd. Crusset, 480 p.
54. Jean-Christophe Notin, La vérité sur notre guerre en Libye, éd. Fayard, 600 p.
55. Georges Pompidou, Lettres, notes et portraits, 1928-1974, témoignage d'Alain Pompidou, préface d'Éric Roussel, éd. Robert Laffont, 531 p.
56. Christine Pouget et Corinne Delpuech (journalistes), François Hollande, de la Corrèze à l'Élysée, éd. L'Archipel, 308 p.. Livre d'après campagne, la marche à l’Élysée de François Hollande.
57. Philippe Poutou, Un ouvrier, c'est là pour fermer sa gueule !, éd. Textuel, coll « Petite Encyclopédie critique ».
58. Jean-Pierre Raffarin, Je marcherai toujours à l'affectif
59. Patrick Rambaud, Cinquième chronique du règne de Nicolas Ier, éd. Grasset, 200 p.
60. Philippe Rheinard, Jean-François Copé, l'ambitieux, Éditions Générales First.
61. Bernard Richard (universitaire), préface d'Alain Corbin, Les Emblèmes de la République, éd. CNRS, 432 p[46].
62. Hubert Ronsin, Olivier de Roquefeuil et Jean-Baptiste Soubrier, L'Armée : pour quoi faire ? 200 questions pour mieux comprendre, éd. L'Esprit du livre.
63. Benoît Schneckenburger (philosophe), Populisme, le fantasme des élites, éd. Bruno Leprince, 95 p.
64. Guy Sorman, Journal d'un optimiste, éd. Fayard, 529 p[47].
65. El Yamine Soum, Leila Touati et Anas Jaballah, La France que nous voulons, éd. Les Points sur les "i".
66. Benjamin Sportouch et Jérôme Chapuis (journalistes), Le Naufragé, histoire secrète d'une descente aux enfers, éd. Flammarion, 336 p.. Livre d'après campagne sur la dernière année de Nicolas Sarkozy.
67. Pierre Taribo, François Bayrou, le paysan qui rêvait d'être président, éd. du Moment.
68. Christiane Taubira, Mes Météores, éd. Flammarion, 560 p.
69. Emmanuel Terray (anthropologue), Penser à droite, éd. Galilée. Sur le socle idéologique qui structure la droite: réalisme, ordre, inégalité et autorité.
70. Emmanuel Todd, Le Grand choix: Sauver ou tuer la France, éd. Plon.
71. Alain Touraine, Carnets de campagne, éd. Robert Laffont, 214 p. Sur la présidentielle.
72. Valérie Trierweiler (journaliste), François Hollande président, 400 jours dans les coulisses d'une victoire, éd. Le Cherche Midi. Album photo.
73. Jean-Jacques Urvoas et Magali Alexandre, Manuel de survie à l'Assemblée nationale, éd. Odile Jacob, 256 p[48].
74. Michel Winock, La Droite, hier et aujourd'hui, éd. Perrin/Tempus, 272 p.
75. Éric Zemmour, Le Bûcher des vaniteux. L'année où les masques sont tombés, éd. Albin Michel, 332 p.

#### Psychologie
1. Donatella Caprioglio (italienne), Au cœur des maisons, éd. Fayard, 280 p.. Le rapport entre nos demeures et notre construction intérieure et notre identité.
2. Nicole Catheline, Psychopathologie de la scolarité, de la maternité à l'université, éd. Elsevier Masson, coll. Les Âges de la vie, 432 p., 3e ed.  (ISBN 9782294711596)
3. Anne de Chalvron, Apologie des petites corvées. Les plaisirs secrets du ménage, éd. Jean-Claude Lattès, 228 p.
4. Marie-France Hirigoyen, Abus de faiblesse et autres manipulations, éd. Jean-Claude Lattès, 300 p.
5. Jacques Lecomte (psychologue), La Bonté humaine. Altruisme, empathie, générosité, éd. Odile Jacob, 200 p.
6. Willy Pasini (sexologue et psychiatre), La jalousie, éd. Odile Jacob, 280 p. La jalousie amoureuse.
7. Yvonne Poncet-Bonissol (psychologue), La relation mère-fille, éd. Dangles, 128 p.. Les « mères-poisons ».
8. Delphine Renard, Judaïsme et psychanalyse : les « discours » de Lacan, éd. du Cerf.
9. Elise Ricadat et Lydia Taïeb, Rien à me mettre ! Le vêtement, plaisir et supplice, éd. Albin Michel, 220 p..
10. témoignages collectifs, Carole Richard, Mathilde Cartel et Amélie Rousset, J'ai aimé un pervers, préface d'Isabelle Nazare-Aga, éd Eyrolles, coll. Histoires de vie, 199 p..

#### Religions
1. Gilles Bernheim, N'oublions pas de penser la France, éd. Stock, 154 p. Relations du judaïsme et de la République.
2. Alain de Botton (suisse) et Jean-Pierre Aoustin (illustrations), Petit guide des religions à l'usage des mécréants, éd. Flammarion, 340 p. L'exploration des religions par un athée.
3. Marie Balmary et Daniel Malguerat, Nous irons tous au paradis, éd. Albin Michel, 180 p. Relecture de textes bibliques dans le sens d'une libération.

#### Santé
1. Philippe Duley, La Vraie Histoire des infirmières, éd. Chronique, 144 p. Des religieuses en bleu aux femmes en blanc. Nombreuses photos et illustrations.
2. Michèle Freud, Mincir et se réconcilier avec soi, éd. Albin Michel.
3. Christophe de Jaeger (médecin), Nous ne sommes plus faits pour vieillir. Vivre 120 ans en bonne santé, éd. Grasset. Une approche : l'optimisation physiologique.
4. Jean-Daniel Lalau (médecin), En finir avec les régimes, éd. François Bourin.
5. Angèle Lieby avec Hervé de Chalendar, Une larme m'a sauvée, éd. Arènes, 231 p. Les médecins pensait qu'elle était dans le coma.
6. Michela Marzano, Légère comme un papillon, éd. Grasset, 352 p. Sortir de l'anorexie.
7. Odile Plichon, Livre noir des médecins stars, éd. Stock.
8. Robert N. Proctor, Golden Holocaust: Origins of the cigarette catastrophe and the case for abolition, éd University of California Press, 752 p[49]
9. Kilien Stengel, Manifeste du savoir-manger - Pour que nos enfants sachent se nourrir, Éditions Praelego, 2012, 95 p..  (ISBN 978-2-8131-0183-9)

#### Sexualité
1. collectif : Alain Corbin, Paul Veyne, Maurice Lever…, Amour et sexualité, éd. Hachette/Pluriel-l'Histoire, 313 p. L'évolution de la sexualité des Français.
2. André Comte-Sponville, Le Sexe ni la mort. Trois essais sur l'amour et la sexualité, éd. Albin Michel, 350 p.
3. Serge Hefez, Le Nouvel ordre sexuel. Pourquoi devient-on fille ou garçon ?, éd. Kero, 200 p..
4. Nancy Huston, Reflets dans un œil d'homme, éd. Actes Sud, 297 p. Les ambivalences de la beauté, une bible sur la féminité. L'étrangeté de notre société, qui veut nier la différence des sexes tout en l'exacerbant à travers les industries de la beauté et de la pornographie.
5. Lionel Labosse, Le Contrat universel : au-delà du « mariage gay », éd. À poil, coll. Poil à gratter, 176 p[50].
6. Gérard Leleu (sexologue), Le Guide des couples heureux, éd. Leduc, 224 p.
7. Dr Raoul Relouzat et Jean-Pierre Thiollet, Votre sexualité épanouie, éd. Anagramme, 112 p.
8. Élaine Sciolino, La Séduction, éd. Presses de la Cité, 368 p. Sur la libido des Français.

#### Société
1. Sylviane Agacinski, Femmes entre sexe et genre, éd. Le Seuil. Conteste la réduction du sexe au genre.
2. Yann Algan, Pierre Cahuc et André Zylberberg, La Fabrique de la défiance… et comment s'en sortir, éd. Albin Michel. Les maux de la société française.
3. Ali Amar et Jean-Pierre Tuquoi, Paris-Marrakech : Luxe, pouvoir et réseaux, éd. Calmann-Lévy.
4. Jean Baudouin (universitaire), Pierre Bourdieu (1930-2002), éd. Cerf, 128 p. Un décryptage politique des idées du sociologue marxiste-léniniste.
5. Samuel Bollendorff et Mehdi Ahoudig, À l'abri de rien, éd. Textuel. 70 photographies sur les mal logés.
6. Agnès Bouquet, J'ai épousé un con. L'histoire de presque toutes les femmes, éd. Pocket, 288 p.
7. Guy Burgel, Pour la ville, éd. Créaphis.
8. Nicolas Carr, Internet rend-il bête ?, éd. Robert Laffont, 322 p.
9. Pascal Champvert, Prendre soin de nos aînés, c'est déjà prendre soin de nous, éd. Carnets Nord.
10. Alain Coulombel, L'Entreprise et le temps, éd. L'Harmattan, 280 p. « La vitesse équivaut soudain à l'anéantissement du temps. »
11. Thierry Crouzet (journaliste), J'ai débranché, ou comment revivre sans Internet après une overdose, éd. Fayard, 224 p.
12. Sonia Dubois et Robert Macia, Un bébé chez les quinquas, éd. Flammarion.
13. Dany-Robert Dufour, Il était une fois le dernier homme, éd. Denoël, 224 p.
14. Dany-Robert Dufour, La Cité perverse. Libéralisme et pornographie, éd. Folio essais, 528 p.
15. Dany-Robert Dufour, Le Divin marché, éd. Folio essais, 416 p.
16. Jean-Michel Espitallier, De la célébrité. Théorie & pratique, éd. 10/18, 180 p.
17. Marie-Ange Guillaume, Ça m'énerve, éd. Le Passage, 192 p.. Drôlerie réaliste et sagesse poujadiste sur les travers de notre société.
18. Patrice Huerre (pédopsychiatre) et Christilla Pellé-Douët (journaliste), Pères solos, pères singuliers, éd. Albin Michel, 148 p, aussi site Parent solo.
19. Myriam Levain et Julia Tissier, La génération Y par elle-même. Quand les 18-30 ans réinventent la vie, éd. François Bourin.
20. Alain Mabanckou, Le Sanglot de l'homme noir, Paris, Fayard, 182 p.
21. Michel Maffesoli (universitaire) et Brice Perrier (journaliste), L'Homme postmoderne, éd. François Bourrin, 216 p.
22. Edward Palmer Thompson (britannique, 1924-1993), La Formation de la classe ouvrière anglaise (1963), traduit par Gilles Dauvé, Mireille Golaszewski et Marie-Noëlle Thibault, éd. Points poche, 1.166 p[51].
23. Pascal Perrineau, Le Choix de Marianne, éd. Fayard.
24. Serge Portelli (magistrat), Désirs de familles, homosexualité et parentalité, éd. de l'Atelier[52].
25. Loïck Roche, Cupidon au travail, éd. d'Organisation, 158 p. Les relations sentimentales au travail.
26. Michel Serres, Petite Poucette, éd. Le Pommier, 84 p.
27. Kilien Stengel, L'Aide alimentaire : colis de vivres et repas philanthropiques - Focus sur une association locale : la Gigouillette, au profit des Restos du Cœur, Éditions L'Harmattan, collection Historique - série Travaux sous la direction de Bruno Pequignot et Denis Rolland, 142 p.
28. Peter Sloterdijk (philosophe allemand), Repenser l'impôt. Pour une éthique du don démocratique.
29. Robert Louis Stevenson (écossais, 1850-1894), Une apologie des oisifs (1877), traduit par Laili Dor et Mélisande Fitzsimons, éd. Alia, 64 p.
30. Marie Treps (linguiste), La Rançon de la gloire, éd. Le Seuil, 155 p. Les surnom des peoples.
31. Christie Vanbremeersch et Marie Bousquet, 35 repères pour mieux travailler de chez soi. Les secrets pour gagner en efficacité professionnelle et s'épanouir !, éd. Leduc.S, 256 p..
32. Frédéric Veille, Donnez à mon fils le droit de mourir, 192 pages, City Éditions.
33. Martin Winckler, Petit éloge des séries télé, éd. Folio / Gallimard.
34. Dominique Wolton (sociologue), Indiscipliné, 35 ans de recherches, éd. Odile Jacob, 456 p. Pour une communication qui privilégie l'Homme et la démocratie.
35. Yves Zoberman, Une histoire du chômage. De l'antiquité à nos jours, éd. Perrin.

### Livres d'art
1. Maurilia Castello Branco (textes), Nicolas Martin Ferreira (photographies), Rio, une invitation privée, éd. Flammarion, 352 p.
2. François Chaille, La Collection Cartier. Objets précieux, 3e volume, éd. Flammarion, 504 p.
3. Paul-André Coumer, Le Volcan aux abeilles, éd. du Rouergue, 128 p. Photos naturalistes sur le thème de la pollinisation.
4. Brigitte Durieux (textes), Laziz Hamani (photographies), Objets cultes du mobilier industriel, éd. de la Martinière, 240 p, 50 objet et meubles cultes.
5. Philippe Jodidio, Eat, Shop, Drink, éd. Taschen, 416 p. Un tour du monde des bars, restaurants, boîtes de nuit, boutiques, galeries avec leurs décors spectaculaires aménagés par des architectes et des designers audacieux.
6. Hans Kemp (photographe) et Pierre Josse (journaliste), Livraison express, éd. Hoêbeke. Périlleux équilibres des marchandises sur les deux-roues au Viêt Nam.
7. Robert Koch (éditeur), Les Grands photographes, éd. Flammarion, 448 p.
8. Guillaume Le Testu (1510-1573), Frank Lestringant, Cosmographie universelle selon les navigateurs tant anciens que modernes, éd. Flammarion, 240 pages.
9. Dane McDowell, Pierre Rival, Christian Sarramon (photos), Stéphane Bern (préface), Shangri-La, éd. Flammarion, 200 p. L'ancien palais du prince Roland Bonaparte, restauré et réhabilité par la chaîne hôtelière.
10. Sébastien Siraudeau (photographe), L'Esprit déco, éd. Flammarion, coll. Décoration, 736 p. Lieux de charme.
11. Valerie Steele et Suzy Menkes, Fashion Designers A-Z, éd. Taschen, 654 p. Les collections du Fashion Institute of Technologie. 6 éditions reliées par un créateur différent.
12. Mario Testino (photographe péruvien), Private View, éd. Taschen, 300 p.
13. André Tubeuf, Ballets russes, éd. Assouline, 236 p.
14. Véronique Vial (photographe), Toutes nues, éd. Fetjaine. Des artistes françaises sont photographiées nues.
15. Tomas Van Houtryve (photographe), La lutte continue. Voyage dans les communismes du XXIe siècle, éd. Intervalles, 288 p.
16. Chris van Uffelen, Architecture & reconversion, traduit par Pascal Tilche, éd. Citadelles & Mazenod, 408 p, 100 bâtiments réinventés à travers le monde.
17. collectif, L'Escalier, éd. Citadelles Mazenod, 220 p.
18. collectif, Le Musée absolu, éd. Phaidon, 992 p. 3 000 Œuvres du monde entier.
19. Gérard Berréby & Danielle Orhan (éds), L'Œuvre peint de Maurice Wyckaert (1947-1996), Éditions Allia.

### Nouvelles
1. Milena Agus (italienne), La Comtesse de Ricotta, traduit par Françoise Brun, éd. Liana Levi, 120 p.
2. Jeanne Benameur, Une histoire de peau, éd. Thierry Magnier, collection « Nouvelles », 128 p.  (ISBN 978-2-36474-076-1) Recueil de 3 nouvelles, public adolescent.
3. Christian Bobin, L'Homme-joie, éd. L'Iconoclaste, 200 p. 15 récits.
4. Jean-Pierre Bourgeron (direction), L'Aviateur fétichiste, éd. Humus, coll. Eros singuliers, 107 p. Livre érotique, dessins et textes.
5. Andrea Camilleri et Madeleine Rossi, Zù Cola et autres nouvelles, éd. L'Écailler, 96 p.
6. Jonathan Coe (anglais), Désaccords imparfaits, traduit par Josée Kamoun, éd. Gallimard, 104 p, 4 nouvelles de situations absurdes.
7. Didier Daeninckx, L'Espoir en contrebande, éd. Le Cherche Midi, 268 p.
8. Georges Flipo, Tous ensemble, mais sans plus, éd. Anne Carrière, 286 p. Sur le thème des dîners bourgeois.
9. Tristan Garcia, En l'absence de classement final, éd. Gallimard, 206 p[53].
10. Jean-Baptiste Gendarme, Un éclat minuscule, éd. Gallimard, 114 p.
11. Fouad Laroui, L'Étrange affaire du pantalon de Dassoukine, éd. Julliard, 170 p.. Sur le thème de l'absurdité de la condition humaine.
12. David Herbert Lawrence (anglais), L'homme qui aimait les îles, préface de Thierry Gillybœuf, traduit par Catherine Delavallade, éd. L'Arbre vengeur, 120 p..
13. Hervé Le Tellier, Joconde jusqu'à cent, Le Castor astral, 240 p.
14. Béatrice Maleville, Pourquoi Polly ?, éd. Les Contrebandiers / coll. Blanche, 112 p.
15. Frank Maubert, Le Dernier Modèle, éd. Fayard / Mille et une nuits, 128 p. Dans le Montparnasse de l'après-guerre.
16. Jean-Marc Mathis, Le Rire de l'ogre, éd. Thierry Magnier, collection « Nouvelles », 128 p. Recueil de 12 nouvelles, public adolescent.
17. Éric Neuhoff, Mufle, éd. Albin Michel, 116 p.
18. Hubert Nyssen (1925-2011), Dits et inédits, éd. Actes Sud. 10 nouvelles.
19. Joyce Carol Oates (américaine), Étouffements, traduit par Claude Seban, éd. Philippe Rey.
20. Adam Ross, Ladies and Gentlemen, éd. 10/18, 240 p.. 7 nouvelles.
21. Bernhard Schlink (allemand), Mensonges d'été, traduit par Bernard Lortholary, éd. Gallimard, 290 p, 7 nouvelles sur le thème du mensonge.
22. Anne Serre, Petite table, sois mise !, éd. Verdier, 64 p. Livre érotique.
23. Claire Vaye Watkins, Nevada, traduit par Elsa Maggion, éd. Calmann-Lévy, 352 p.. 10 nouvelles autour de la damnation et de la rédemption au Far West.
24. Bordel Foot, éd. Stéphane Million, 230 p.. Nouvelles sur le foot à l'occasion de l'euro 2012.
25. Nouvelles d'ados. Prix Clara, éd. Héloïse d'Ormesson, 224 p, 8 nouvelles retenues par un jury présidé par Erik Orsenna.

### Poésie

#### Poésie francophone
- Adonis, Chroniques des branches, coll. « Orphée », Éditions de la Différence.
- Michael Edwards, Paris Aubaine, éd. de Corlevour, 170 p.
- Abdellatif Laâbi, Zone de turbulences, coll. « La Clepsydre », Éditions de la Différence.
- Diane Régimbald, L'insensée rayonne, Éditions du Noroît, Montréal / L'Arbre à Paroles, Amay, 90 p.  (ISBN 9782890187597)
- Arnaud Rykner, Frank Secka (illustrations), Lignes de chance, éd. du Rouergue, 80 p. Les secrets du peuple des Espernels.
- Kilien Stengel, Poètes du vin, poètes divins, préfaces de Jean-Robert Pitte, coll. Écriture, éditions de l'Archipel, 280 p.  (ISBN 978-2-35905-056-1)
- Pierre Vavasseur, Tes yeux poussent la porte du monde, éd. Bruno Doucey, 96 p.
- Serge Venturini, Éclats d'une poétique de l'inaccompli, coll. Poètes des cinq continents, éditions L'Harmattan, Paris.

#### Poésie en traduction française
- Rubén Darío, Parcours poétique (1880-1916), traduit de l'espagnol (Nicaragua) et présenté par Jean-Luc Lacarrière, coll. « Orphée », Éditions de la Différence.
- Allen Ginsberg, Souffles d’Esprit [Mind Breaths, 1972-1977], Poèmes, édition bilingue, traduit de l’anglais (États-Unis) par Claude Pélieu et Mary Beach et par Yves Le Pellec et Françoise Bourbon, Christian Bourgois éditeur, Paris.
- Jim Harrison, Une heure de jour en moins. Poèmes, traduit de l’anglais (États-Unis) par Brice Matthieussent, Flammarion, 200 p.

### Publications
1. Antoine, Délivrez-nous des dogmes, éd. Léo Scheer, 184 p..
2. Thierry Ardisson, Tout le monde en a parlé, éd. Flammarion, 384 p..
3. Alain Baczynsky, Regardez, il va peut-être se passer quelque chose, éd. Textuel, 240 p.. La thérapie par les photomatons.
4. Laurent Baffie (animateur), Le Dictionnaire de Laurent Baffie, éd. Kero.
5. Thierry de Beaumont, Végétal Design, Patrick Nadeau, éd. Alternatives.
6. Bernard Benyamin et Yohan Perez, Le Code Esther, éd. First, 272 p.. L'enquête stupéfiante sur une très ancienne prophétie annonçant le sort du peuple juif en 1940.
7. Jean-Pierre Bouyxou, Paris Match : 1001 couvertures, éd. Glénat, 390 p..
8. Didier Bruneel et Christian Noyer (préface), Les Secrets de l'or, éd. Le Cherche Midi, 206 p..
9. Tom Butler-Bowdon, Il n'est jamais trop tard pour réussir, éd. Payot, 304 p..
10. Sophie Calle, Aveugles, éd. Actes Sud, 168 p.. Essai sur la représentation mentale du monde par des aveugles.
11. Jean-Gabriel Greslé, Documents interdits. La fin d'un secret, éd. Dervy, 440 p.. Le point sur les Ovnis.
12. Jean-Pierre Guéno, Cher Père Noël, éd. Télémaque. 127 lettres, 850 illustrations et 50 dessins d'enfants.
13. Jean-Pascal Hesse, Louis-Philippe Breydel (photographies), Le Palais des Bulles de Pierre Cardin, éd. Assouline, 192 p..
14. Serge Klarsfeld, Mémorial de la déportation des Juifs de France, éd. Caisse des dépôts. Nouvelle édition[54], Index alphabétique des Juifs déportés par les convois du 27 mars 1942 au 18 août 1944.
15. Philippe Labro, Mon Amérique, éd. de la Martinière, 232 p.. 50 destins de célébrités américaines.
16. Corinne Lepage, La Vérité sur les OGM, c'est notre affaire, éd. Charles Léopold Mayer, 126 p..
17. Nelson Monfort, Le Roman de Londres, éd. du Rocher, 186 p.. L'animateur sportif commente les J.O.
18. Bertrand Morisset, 200 histoires spécial belles-mères, éd. First, 219 p..
19. Marianne Niermans, photos Yann Monel, La Ballue. Variations sur un jardin, éd. Verlhac.
20. Leslie Plée, L'Effet Kiss pas Cool, journal d'une angoissée de la vie, éd. Jean-Claude Gawsewitch, 109 p..
21. Gilles-Éric Séralini, Tous cobayes ?, éd. Flammarion. Sur les OGM.
22. Véronique de Villèle, Véro trouve tout, éd. du Chêne, coll. Découverte, 160 p..
23. collectif de journalistes du Monde, Didier Pourquery (préface), Le Tour du monde de la politesse, éd. Denoël / Le Monde, 140 p..
24. Anonyme, L’École des filles ou la philosophie des dames, éd. Allia, 160 p.. Publication d'un texte érotique de 1655.

#### Animaux
1. Géraldine Blanchard, Bien être et nutrition du chien, éd. Chiron.
2. Valérie Dramard, Le Comportement du chat, éd. Eugen Ulmer, 256 p.
3. Frédéric Jiguet, Jan Pedersen et Lars Svensson, Chants d'oiseaux, éd. Larousse. 170 fiches d'espèces accompagnées d'un enregistrement audio.

#### Cuisine et gastronomie
1. Véronique André et Bernard Vaussion, Donald Van der Putten (photos), Cuisine de l’Élysée, éd. Hachette Pratique, 220 p..
2. Frédéric Anton, Richard Haughton (photographies), Pommes de terre, éd. du Chêne, 302 p.. Livres de recettes.
3. Bénédicte Bortoli, Carrie Solomon (photographies), Asafumi Yamashita, maraîcher trois étoiles, éd. de la Martinière, 192 p.. Des légumes rares et précieux.
4. Alain Ducasse et Alex Vallis, Pierre Monetta (photographies), J'aime New York, éd. Alain Ducasse, 630 p.. 150 adresses gourmandes.
5. Michel Ferracci-Porri, Maryline Paoli et Sébastien Hoguin (illustrations), Joyeuse encyclopédie anecdotique de la Gastronomie : Comment transformer par des noms et des mots savoureux d'incorrigibles gourmands en incollables gourmets !, préface de Christian Millau, éd. Normant, 640 p, 1200 définitions et biographies.
6. Serge Gleizes, L'Esprit décoration Ladurée, éd. du Chêne, 184 p.
7. Cyril Lignac, Best of Cyril Lignac, éd. Alain Ducasse, 103 p. L'éducation au goût.
8. Kilien Stengel, Traité de la Gastronomie - Patrimoine et Culture, Éditions Sang de la Terre, 286 p, Gourmand cookbook Award 2012 catégorie Cuisine française[55]  (ISBN 978-2-8698-5280-8)

#### Découvertes
1. Gilles Bassignac, photographies de Jean-Michel Turpin : Les Français dans l'objectif, éd. de la Martinière.
2. Élisabeth de Feydeau sous la direction d'Alain Baraton, L'Herbier de Marie-Antoinette, éd. Flammarion, 240 p.. La Cour, les jardins de Versailles, le Trianon à travers les plantations de la reine.
3. Philippe Garner et David Alan Mellor, Cecil Beaton, photographies 1920-1970, éd. Hazan, 320 p.. réédition de 1994.
4. Christian Giudicelli, Tunisie, saison nouvelle, éd. Gallimard, coll. Le Sentiment géographique, 146 p..,
5. David Le Breton : Marcher. Éloge des chemins et de la lenteur, éd. Métaillé, 176 p..
6. Annie Le Brun, Ailleurs et autrement, éd. Gallimard, 308 p..
7. Frank Mulliez (photographe) et Dominique Paulvé (textes), La France grandeur nature, éd. Gründ, 416 p.. 300 photos aériennes de la belle France, villes, villages, campagnes, montagnes et littoraux.
8. Jean-Pierre Nadir et Dominique Eudes, L'Esprit du voyage, éd. Le Cherche Midi, 216 p..
9. Eriko Nakamura, Nââândé ? Les tribulations d'une japonaise à Paris, éd. Nil, 168 p..
10. Bernard Ollivier, Aventures en Loire, éd. Libretto, 224 p.. 1 000 km à pied du mont Gerbier-de-Jonc à Nantes.
11. Benoît Rayski, J'ai pour la France une étrange passion. Itinéraire amoureux, éd. David Rheinarc, 130 p. La France des « petites gens ».
12. Nadine Ribault, Carnets des Cévennes - Les clochers de tourmente, éd. Le Mot et le Reste, 76 p.
13. Nadine Ribault, Carnets des Cornouailles - Cette pause sur le bord d'un abîme, éd. Le Mot et le Reste, 80 p.
14. collectif de 30 écrivains, poètes, universitaires corses, Mémoire(s) de Corse, éd. Colonna.

#### Mode et beauté
1. Fabien Baron (photographe), Jefferson Hack et Jess Hallett, Kate Moss, éd. Rizzoli / éd. Cassi, 445 p. 20 ans de photos de « la Brindille ».
2. Daniel Bennett et Daniela Mascetti, Célébration du bijou, éd. La Bibliothèque des Arts, 304 p. Bijoux exceptionnels des XIXe et XXe siècles.
3. Pascal Bonafoux, Indiscrétion, femmes à la toilette, éd. Le Seuil, 168 p. Un hymne à la féminité.
4. Anne Deniau, Love Looks not with the Eyes, éd. de la Martinière, 400 p.
5. sous la direction de Terry Jones, Yohji Yamamoto, éd. Taschen, 120 p.
6. Karl Lagerfeld et Carine Roitfeld, La Petite Veste noire : un classique de Chanel revisité, éd. Steidl.
7. Patrick Mauriès, Les Bijoux de Chanel, éd. de la Martinière, 272 p.
8. Lola Montès (1821-1861), L'Art de la beauté (1858), éd. Rivages Poche, coll. Petite bibliothèque, 176 p.. Les conseils et secrets de beauté d'une grande courtisane.
9. Sylvie Nissen et Régine Bargiel, Gruau, portraits d'hommes, éd. Assouline, 232 p..
10. collectif, L’Impressionnisme et la Mode, éd. Skira / Flammarion. Catalogue de l'exposition du Musée d'Orsay (1860-1880).
11. Valerie Steele et Suzy Menkes, Fashion Designers A-Z, éd. Taschen, 654 p.. Les collections du Fashion Institute of Technologie. 6 éditions reliées par un créateur différent.

#### Récits
1. Christine Angot, Une semaine de vacances, éd. Flammarion, 138 p., prix Sade 2012.
2. Lucien d'Azay, Sur les chemins de Palmyre, éd. La Table Ronde, 151 p.. Un récit décalé d'un voyage en Syrie en 2008.
3. Peter-L Bergen (américain), Chasse à l'homme : Du 11 septembre à Abbotabad, l'incroyable traque de Ben Laden, traduit par Marie-France Desjeux, Michel Faure, Johan-Frédérik Hel Guedj et Jean-Paul Mourlon, éd. Robert Laffont, 370 p..
4. François Bon, Autobiographie des objets, éd. Le Seuil, 245 p..
5. Mark Bowden, Il faut tuer Ben Laden, éd. Grasset, 380 p..
6. Patrick Chauvel, Les Pompes de Ricardo Jesus, éd. Kero, 336 p..
7. Anne Goscinny, Le Bruit des clefs, éd. Nil, 88 p..
8. Maylis de Kerangal et Benoît Grimbert, Pierre feuille ciseaux, éd. le Bec en l'air.
9. Eloïse Lièvre, La biche ne se montre pas au chasseur, éd. D'un noir si bleu, 152 p.. L'épopée d'une femme en mal d'enfant.
10. Jean-Paul Mauguen, L'Œil du pandore, éd. Bénévent. Dans les secrets de la police criminelle.
11. Martin Melkonian, Arménienne, éd. M. Nadeau.
12. Richard Millet, Intérieur avec deux femmes, éd. Pierre-Guillaume de Roux, 140 p.
13. Marc Owen (américain), Kevin Maurer, Philippe Legorjus (préface), Ce jour-là, au cœur du commando qui a tué Ben Laden, traduit par Olivier Dow, éd. Le Seuil, 310 p.
14. Sylvain Tesson, Dans les forêts de Sibérie, éd. Gallimard, 228 p.. Une retraite spirituelle sur les bords du lac Baïkal.
15. Ingrid Thobois, Recto verso (photo roman), éd. Thierry Magnier, 88 p.
16. Gérard Tobelem, Je suis toujours là, éd. Les Rosiers. Récit du lien entre le malade et sa maladie.
17. Jean-Loup Trassard, L'Homme des haies, éd. Gallimard / NRF. La fin de la vie d'un paysan.
18. Mathilde Vermer, Après Ramallah, éd. M de Maule. Récit d'un voyage en Cisjordanie.

### Romans

#### Auteurs francophones
1. Olivier Adam, Les Lisières, éd. Flammarion, 454 p.. Un questionnement existentiel.
2. Laura Alcoba, Les Passagers de l'Anna C., éd. Gallimard, 219 p.. Une plongée dans l'aventure de jeunes idéalistes argentins.
3. Vassilis Alexakis, L'Enfant grec, éd. Stock.
4. Jakuta Alikavazovic, La Blonde et le Bunker, éd. de l'Olivier, 204 p.
5. Brigitte Allègre, Le Corail de Darwin (second roman), éd. Actes Sud, 400 p.
6. Mohed Altrad, La Promesse d'Annah, éd. Actes Sud.
7. Juliette Arnaud, Arsène (premier roman), éd. Casterman, 240 p.. Un enfant découvre l'amour et le monde des grands.
8. Pierre Assouline, Une question d'orgueil, éd. Gallimard, 280 p.. Portrait d'un traitre (1943-1964).
9. Gwenaëlle Aubry, Partages, éd. Mercure de France, 192 p.. Le quotidien d'une israélienne et d'une palestinienne.
10. Christian Authier, Une certaine fatigue, éd. Stock, 256 p.. La vie après la maladie mortelle.
11. Isabelle Autissier, L'Amant de Patagonie, éd. Grasset, 304 p..
12. Nicole Avril, Brune, éd. Plon, 273 p.. La vie romancée de la féministe Flora Tristan.
13. Olivier Barrot, Le Fils perdu, éd. Gallimard, 130 p..
14. Franz Bartelt, Le Testament américain, éd. Gallimard / NRF.
15. Azouz Begag, Salam Ouessant, éd. Albin Michel.
16. Thierry Beinstingel, Ils désertent, éd. Fayard.
17. Aurélien Bellanger, La Théorie de l'information, éd. Gallimard, 492 p.. Le premier roman geek.
18. Anne Berest, Les Patriarches (second roman), éd. Grasset, 316 p.. L'autodestruction d'une famille.
19. Claire Berest, L'Orchestre vide, éd. Léo Scheer, 168 p..
20. Delphine Bertholon, Grâce, éd. Jean-Claude Lattès.
21. Philippe Besson, Une bonne raison de se tuer, éd Julliard.
22. Solange Bied-Charreton, Enjoy (premier roman), éd. Stock, 240 p.. Un trentenaire narcissique et manipulateur à l’ère des réseaux sociaux.
23. Maurice Bigio, L'Iranienne, éd. Calmann-Lévy.
24. Caroline de Bodinat, Marâtre, le père, la fille, le fils, éd. Fayard, 260 p.
25. François Bon, Autobiographie des objets, éd. Le Seuil, 245 p.. Portait d'un homme par ces objets.
26. Lucile Bordes, Je suis la marquise de Carabas (premier roman), éd. Liana Levi, 144 p.
27. Olivier Bouillère, Le Poivre (second roman), éd. P.O.L., 311 p.. Pseudo-biographie romancée d'une chanteuse.
28. Nina Bouraoui, Sauvage, éd. Stock.
29. Françoise Bourdon, Les Bâteliers du Rhône, éd. Presses de la Cité, 272 p.. Une saga familiale dans la Provence des années 1830.
30. Sylvie Bourgeois, Sophie au Flore, éd. Flammarion, 288 p.. Les frasques d'une « bourgeoise » professionnelle.
31. Emmanuelle de Boysson, Le Temps des femmes, tome 2 : La Revanche de Blanche, éd. Flammarion, 408 p.. Une comédienne à la Cour de Louis XIV.
32. Alma Brami, C'est pour ton bien, éd. Mercure de France.
33. Serge Bramly, Orchidée fixe, éd. Jean-Claude Lattès, 286 p.. Un épisode marocain de la vie de Marcel Duchamp.
34. Jacques Braunstein, Loin du centre (premier roman), éd. Nil, 179 p.. Un homme se réveille avec une inconnue morte dans son lit.
35. Julien Capron, Trois fois le loyer, éd. Flammarion, 380 p.. Un jeune couple se lance dans le poker pour payer le loyer.
36. Christophe Carlier, L'Assassin à la pomme verte, éd. Serge Safran, 180 p.
37. Hannelore Cayre, Comme au cinéma, éd. Métaillé, 220 p.
38. Claire Castillon, Les Merveilles, éd. Grasset, 238 p.. Pourquoi une prostituée a tué son client.
39. Patrick Chamoiseau, L'Empreinte de Crusoé, éd. Gallimard, 255 p.. Robinson trouve une empreinte de pied sur sa plage déserte.
40. Bernard Chapuis, Onze ans avec Lou, éd. Stock, 276 p.. Le retour en France d'un enfant d'expatrié.
41. Laetitia Chazel, Dégoût, Alma éditeur, 296 p..
42. François Cheng, Quand reviennent les âmes errantes, éd. Albin Michel.
43. Antoine Choplin, La Nuit tombée, éd. La Fosse aux ours, 128 p.. Sur la route entre Kiev et Tchernobyl. Prix France télévisions 2012.
44. Claro, Tous les diamants du ciel, éd. Actes Sud, 244 p..
45. Jean-Luc Coatalem, Le Gouverneur d'Antipodia, éd. La Dilettante, prix Roger-Nimier. Sur une île de l’Antarctique battue par les vents, deux hommes essayent de survivre au vertige métaphysique que les éléments déchaînés et l’isolement provoquent.
46. Jean-François Coatmeur, L'Ouest barbare, éd. Albin Michel, 240 p. Juin 1940, la débâcle.
47. Harold Cobert, Dieu surfe au Pays basque, éd. Héloïse d'Ormesson, 157 p..
48. Agathe Colombier Hochberg, Nos (pires) meilleures vacances à Las Vegas, éd. Fleuve noir pocket, 256 p..
49. Barbara Constantine, Et puis Paulette, éd. Calmann-Lévy.
50. Oscar Coop-Phane, Zénith-Hôtel (premier roman), éd. Finitude. Une journée de la vie d'une prostituée.
51. Cécile Coulon, Le roi n'a pas sommeil (troisième roman), éd. Viviane Hamy, 144 p.. Roman américain.
52. Didier Daeninckx, Le Banquet des affamés, éd. Gallimard, 260 p.. Biographie de Maxime Lisbonne.
53. Cécile Dana, Gabrielle ou le désarroi, éd. Presses de la Cité, 236 p.. À Paris pendant la Seconde Guerre mondiale.
54. Thierry Dancourt, Les Ombres de Marge Finaly (troisième roman), éd. La Table ronde, 219 p.. Un remake des Amants du Pont-Neuf.
55. Maurice G. Dantec (canadien), Satellite Sisters, éd. Ring, 515 p.. Roman de science-fiction.
56. Kéthévane Davrichewy, Les Séparées, éd. Sabine Wespieser, 181 p..
57. Didier Decoin, Je vois des jardins partout, éd. Jean-Claude Lattès, 236 p..
58. Grégoire Delacourt, La Liste de mes envies, éd. J.C. Lattès. Les ravages de l'argent fou après avoir gagné à la loterie.
59. Raphaël Delpard, Pour l'amour de ma terre, éd. Calman-Lévy, 270 p.. Un agriculteur des années 1960.
60. Agnès Desarthe, Une partie de chasse, éd. de l'Olivier, 154 p.. La psychologie du lapin.
61. Nicole Descours, Sarah, Marseille 1720, éd. Michel de Maule, 223 p.. Roman historique.
62. Isabelle Desesquelles, Un Homme perdu, éd. Naïve.
63. Yolaine Destremau, Numéros masqués, éd. Pierre-Guillaume de Roux, 172 p.
64. Patrick Deville, Peste et Choléra, éd. Le Seuil. L'épopée d'Alexandre Yersin, parti au bout du monde découvrir le bacille de la peste.
65. Joël Dicker (suisse), La Vérité sur l'affaire Harry Quebert, éd. De Fallois / L'Âge d'homme, 660 p..
66. Philippe Djian, « Oh... », éd. Gallimard, 238 p.. Une femme hantée par le mystère de la barbarie.
67. Christophe Donner, À quoi jouent les hommes, éd. Grasset, 510 p.. La vie romancée de Joseph Oller.
68. Arthur Dreyfus, Belle famille (second roman), éd. Gallimard, coll. Blanche, 242 p. La disparition d'un enfant.
69. Pauline Dreyfus, Immortel, enfin, éd. Grasset, 230 p, 80e prix des Deux Magots. La soirée d'attente de l'élection de Paul Morand à l'Académie française.
70. Bernard Duché, Crise, éd. Confluences. Les affres de la passion amoureuse.
71. Marc Dugain, Avenue des Géants, éd. Gallimard, 368 p. Un adolescent tueur en série.
72. Joël Dupuch, Sur la vague du bonheur, éd. Michel Lafon, 234 p. L’ostréiculteur du film Les Petits Mouchoirs.
73. Lionel Duroy, L'Hiver des hommes, éd. Julliard, 358 p. La vérité sur les Serbes de Bosnie.
74. Benoît Duteurtre, À nous deux Paris !, éd. Fayard, 334 p.. La vie endiablée d'un infatigable fêtard à Paris.
75. Cécilia Dutter, Lame de fond, éd. Albin Michel, 224 p. Revivre après avoir vécu le tsunami en Thaïlande.
76. Eugène Ébodé, Métisse palissade, éd. Gallimard / Continents noirs.
77. Jean Echenoz, 14, éd. de Minuit, 126 p. Dans l'enfer de 1914.
78. Mathias Énard, Rue des voleurs, éd. Actes Sud, 304 p. Illusions et désillusions d'un jeune Tangérois.
79. Jean-Paul Enthoven, L'Hypothèse des sentiments, éd. Grasset, 395 p.
80. Nicolas d'Estienne d'Orves, Les fidélités successives, éd. Albin Michel, 720 p.. L'histoire du collaborateur Guillaume Berkeley.
81. Dominique Fabre, Il faudrait s'arracher le cœur, éd. de L'Olivier.
82. Nicolas Fargues, La Ligne de courtoisie, éd. p.O.L.
83. Caryl Férey, Mapuche, éd. Gallimard, coll. Série noire, 450 p. Prix Landerneau Polar 2012.
84. Jérôme Ferrari, Le Sermon sur la chute de Rome, éd. Actes Sud, 208 p. Ouvrir un bar en Corse.
85. Lorraine Fouchet, Couleur champagne, éd. Robert Laffont, 424 p. Histoire romancée de son aïeul, Eugène Mercier, fondateur de la maison de champagne.
86. Irène Frain, Beauvoir in love, éd. Michel Lafon, 352 p. Simone de Beauvoir en midinette.
87. Dan Franck, Les Champs de bataille, éd. Grasset, 285 p. Retour sur l'affaire Jean Moulin.
88. Esther Freud, La Bonne Étoile, éd. Albin Michel, 432 p.
89. Emmanuelle Friedmann, Le Rêveur des Halles, éd. Calmann-Lévy, 300 p.
90. Pierre Gagnon, J'ai vendu ma bagnole à un Polonais, éd. Autrement.
91. Max Gallo, L'oubli est la ruse du diable, éd. XO, 400 p.
92. Valérie Gans, La clef est une femme, éd. Flammarion, 203 p.
93. Louis Gardel, Le Scénariste, éd. Stock.
94. Jean-Pierre Gattégno, Le Seigneur de la route, éd. Calmann-Lévy.
95. Laurent Gaudé, Pour seul cortège, Actes Sud, 192 p.
96. Eliane Girard, Un cadeau, éd. Buchet-Chastel, 150 p.
97. Alix Girod de l'Ain, Un bon coup de jeune, éd. Anne Carrière, 250 p. Retrouver la jeunesse.
98. Jean-Christophe Grangé, Kaïken, éd. Albin Michel.
99. Yannick Grannec, La Déesse des petites victoires (premier roman), éd. Anne Carrière, 464 p. Sur la vie du mathématicien Kurt Gödel. Prix du roman du mois des Espaces culturels E.Leclerc et de Télé 7 jours. Prix des Libraires 2013.
100. Simonetta Greggio, L'Homme qui aimait ma femme, éd. Stock, 304 p.. L'effervescence intellectuelle et culturelle à Paris depuis 1965.
101. Jean Grégor, L'Ombre en soi, éd. Fayard, 256 p.. Le père, le fils et le tueur sur fond de Françafrique.
102. Dominique Greusard, Quelques-unes des vies et des morts de Benjamin p.. : Suite romanesque, éd. Le Bas Vénitien.
103. Sybille Grimbert, La Conquête du monde, éd. Léo Scheer, 308 p.. Sortir d'une vie banale.
104. Jean-Michel Guenassia, La Vie rêvée d'Ernesto G., éd. Albin Michel, 544 p.. La destinée d'un homme qui traverse les tourmentes du XXe siècle.
105. Cécile Guilbert, Réanimation, éd. Grasset, 272 p. Dans le coma à 50 ans.
106. Pascal Guillet, Branta Bernicla (premier roman), éd. Verticales, 197 p.. Une satire du monde de la finance à Londres.
107. Kaddour Hadadi, J'écris donc j'existe (premier roman), éd. Riveneuve. La vie en partie autobiographique d'un rappeur.
108. Michiel Heyns, La Dactylographe de M. James, éd. Philippe Reys, 336 p. Dans les yeux de la secrétaire de Henry James.
109. Félicité Herzog, Un héros (premier roman), éd. Grasset, 302 p. Les tragédies d'une famille hors du commun.
110. Homéric, D'autres vies que la nôtre, éd. Grasset.
111. Stéphanie des Horts, Le Diable de Radcliffe Hill, éd. Albin Michel, 295 p. Une fille à papa en mal de reconnaissance.
112. Claudie Hunzinger, La Survivance, éd. Grasset, 280 p. Retour à la nature.
113. Gaspard-Marie Janvier, Quel Trésor !, éd. Fayard, 368 p.
114. Régis Jauffret, Claustria, éd. Le Seuil, 537 p. Sur l'affaire Josef Fritzl.
115. Louis Jeanne, Dreuse, éd. Pierre-Guillaume de Roux.
116. Raphaël Jérusalmy, Sauver Mozart : le journal d'Otto J. Steiner (premier roman), éd. Actes Sud, 149 p.. Le journal politique et philosophique en 1939 de la dernière année de vie d'un musicien juif autrichien tuberculeux.
117. Michel Jeury, La Métairie et le Château, éd. Robert Laffont, 360 p. En Dordogne après la grande guerre.
118. Serge Joncour, L'Amour sans le faire, éd. Flammarion, 320 p.. Un roman à la Manon des sources.
119. Daphné Kauffmann, Un personnage en Italie, éd. Intervalles.
120. Jean-Claude Kaufmann, C'est arrivé comme ça, éd. Jean-Claude Lattès, 270 p..
121. Maylis de Kerangal, Tangente vers l'est, éd. Verticales, 140 p.
122. Brigitte Kernel, À cause d'un baiser. Peut-on aimer deux personnes à la fois, éd. Flammarion, 364 p.. Tourments ameoureux lesbiens.
123. Julie de la Patellière, Notre nuit tombée, éd. Denoël, 189 p.
124. Luc Lang, Mother, éd. Stock, 304 p..
125. Sébastien Lapaque, La Convergence des alizés, éd. Actes Sud, 399 p.. Chroniques du Brésil.
126. Antoine Laurain, Le Chapeau de Mitterrand, éd. Flammarion, 212 p. Prix Landerneau Découvertes, 35e prix des Voyageurs.
127. Linda Lê, Lame de fond, éd. Christian Bourgois, 276 p.. Les évènements d'une vie.
128. Nicolas Le Golvan, Reste l'été, éd. Flammarion.
129. Karine Lebert, Loin de Margaux, éd De Borée, 296 p..
130. Maurice Leblanc (1864-1941), Le Dernier amour d'Arsène Lupin, éd. Balland, 260 p.. Un roman inédit retrouvé.
131. Gilles Legardinier, Complètement cramé !, éd. Fleuve Noir. Un Anglais vient en France pour refaire sa vie.
132. Nathalie Léger, Supplément à la vie de Barbara Loden, éd. P.O.L, 150 p.. Livre Inter 2012.
133. Stéphane Legrand, Styx express, éd. L'Arpenteur.
134. David Lelait-Helo, C'était en mai, un samedi, éd. Anne Carrière, 190
135. Annie Lemoine, La Belle Impatience, éd. Flammarion, 180 p..
136. Alain Le Ninèze, Agla, le premier évangile, éd. Actes Sud, 346 p. Roman historique.
137. Frédéric Lenoir, L'Âme du monde, éd. Nil, 210 p.
138. Marc Levy, Si c'était à refaire, éd. Robert Laffont, 426 p.
139. Amin Maalouf, Les Désorientés, éd. Grasset, 520 p.. L'amour du Liban.
140. Patrick Modiano, L'Herbe des nuits, éd. Gallimard, 178 p. Dans le Paris trouble de la guerre d'Algérie.
141. Delphine de Malherbe, La Fille à la vodka, éd. Plon, 240 p. L'alcoolisme au féminin.
142. François Marchand, Un week-end en famille, éd. Le Cherche-Midi, 112 p.. Un revival dans la France rurale contemporaine.
143. Daniel Martinange, L'Ouragan, éd. Stéphane Million, 144 p.
144. Marc Mauguin, Le Veille-chagrin, éd. Escampette.
145. Léon Mazzella, Chasses furtives, éd. Passiflore, 124 p.. Souvenirs des années 4L dans le Pays basque.
146. Léonora Miano, Ces âmes chagrines, éd. Plon, 286 p.
147. Stéphane Michaka, Ciseaux, éd. Fayard, 262 p. Biographie imaginaire de Raymond Carver.
148. Jean-Pierre Milovanoff, L'Hiver d'un égoïste et le Printemps qui suivit, éd. Grasset, 240 p..
149. Karim Miské, Arab Jazz, éd. Viviane Hamy, 300 p..
150. Bernard Minier, Le Cercle, XO Éditions, 560 p..
151. Nine Moati, Le Fil de la vie, éd. Balland, 270 p.. La Résistance à Marseille lors de la guerre de 39-45.
152. Gérard Mordillat, Ce que savait Jennie, éd. Calmann-Lévy, 224 p.. La quête du bonheur par une jeune orpheline.
153. Juliette Morillot, Les Sacrifiés, éd. Belfond, 300 p..
154. Christophe Mouton, Un garçon sans séduction (premier roman), éd. Julliard, 167 p.. L'amour comme équation mathématique.
155. Guillaume Musso, 7 ans après, éd. XO, 386 p.
156. Éric Neuhoff, Mufle, éd. Albin Michel, 120 p.
157. Amélie Nothomb, Barbe bleue, éd. Albin Michel, 170 p.. Modernisation d'un conte ancien.
158. Sylvie Ohayon, Les Bourgeoises, éd. Robert Laffont, 350 p. Galerie des pauvres petites filles riches.
159. Véronique Olmi, Nous étions faits pour être heureux, éd. Albin Michel, 230 p.. Ne jamais marcher à côté de sa vie. Roman sur le désir, le désamour, la séparation.
160. Frédérick d'Onaglia, Cap Amiral, éd. Belfond, 298 p..
161. Christine Orban, Virginia et Vita, éd. Albin Michel, 234 p. Une tranche de la vie de Virginia Woolf.
162. Jean-Noël Pancrazi, La Montagne, éd. Gallimard, 100 p. Prix Marcel-Pagnol.
163. Rithy Panh et Christophe Bataille, L'Élimination, éd. Grasset, 336 p.
164. Jean-Marc Parisis, La Recherche de la couleur, éd. Stock, 184 p.
165. Xavier Patier, Chaux vive, éd. La Table Ronde, 190 p.. Version romancée de l'affaire Dupont de Ligonnès.
166. Pierre Patrolin, La Traversée de la France à la nage, éd. p.O.L., 715 p.
167. Franck Pavloff, L'Homme à la carrure d'ours, éd. Albin Michel, 208 p. Un monde de désespoir en Laponie russe.
168. Julien Péluchon, Pop et Kok, Éditions du Seuil, coll. « Fiction & Cie », 161 p.  (ISBN 978-2-02-105506-1)
169. Daniel Pennac, Journal d'un corps, éd. Gallimard coll. Blanche, 390 p.. La vie d'un homme de 12 à 87 ans.
170. Daniel Pennac, Le Roman d'Ernest et Célestine, éd. Casterman, 198 p..
171. Isabelle Pestre, La Rencontre (second roman), éd. Belfond, 274 p. Un road-movie en pays de Loire.
172. Cypora Petitjean-Cerf, La Belle Année, éd. Stock, 318 p..
173. Emmanuelle Pireyre, Féerie générale, éd. de l'Olivier, 250 p. Prix Médicis.
174. Stéphanie Polack, Comme un frère, éd. Stock.
175. Maria Pourchet, Avancer (premier roman), éd. Gallimard, 222 p.. Une jeune bourgeoise néo-entomologiste du genre humain.
176. Léonor de Récondo, Rêves oubliés (premier roman), éd. Sabine Wespieser, 169 p.. Une famille basque en exil à Hendaye.
177. Anne Révah, Pôles magnétiques, éd. Arléa, 188 p.
178. Nicolas Rey, L'amour est déclaré, éd. Au Diable Vauvert, 183 p..
179. Nathalie Rheims, Laisser les cendres s'envoler, éd. Léo Scheer, 256 p. Roman autobiographique.
180. Angelo Rinaldi, Les souvenirs sont au comptoir, éd. Fayard, 370 p.
181. Aurore Rivals, Les Sourieurs de l'Opéra, éd. Ch. Rolland.
182. Patrick Roegiers, Le Bonheur des Belges, éd. Grasset, 454 p.
183. Marie-Sabine Roger, Bon rétablissement, éd. du Rouergue, 206 p. Le séjour à l'hôpital d'un sexagénaire râleur.
184. Philippe Routier, Noces de verre, éd. Stock, coll. La Bleue.
185. Romain Sardou, America. La Main rouge (tome 2), éd. XO, 440 p.. À l'époque de la fondation de la Géorgie.
186. Jean-Luc Seigle, En vieillissant les hommes pleurent, éd. Flammarion.
187. Catherine Siguret, L'Amour en miettes, éd. Albin Michel, 208 p.. Se reconstruire après une séparation.
188. Éric-Emmanuel Schmitt, Le Sumo qui ne voulait pas grossir, éd. Albin Michel.
189. Éric-Emmanuel Schmitt, Les Dix Enfants que madame Ming n'a jamais eus, éd. Albin Michel.
190. Colombe Schneck : La Réparation, éd. Grasset, 220 p. Le voile d'un terrible secret se lève.
191. Orion Scohy, En Tarzizanie. Roman d'aventures pour enfants séniles, éd. P.O.L., 233 p.. Un roman dadaïste.
192. Antoine Sénanque, Salut Marie !, éd. Grasset, 256 p. « La Vierge m'est apparue le 1er avril 2088. La date était mal choisie ».
193. Christian Signol, Les Enfants des Justes, éd. Albin Michel, 280 p. Dordogne, 1942, un hommage aux Justes.
194. Marc Siguier, Cahier de l'été indien, éd. Jean-Claude Lattès, 266 p.
195. François Simon, Dans ma bouche, éd. Flammarion, 240 p.
196. Gilbert Sinoué, L'Homme qui regardait la nuit, éd. Flammarion, 332 p. Un chirurgien, détenteur d'un lourd secret, retiré à Patmos trouve l'amour.
197. Philippe Sohier, Le Goût de la cendre, éd. Stéphane Millon, 92 p.. Les ravages des non-dits dans un couple.
198. Philippe Sollers, L'Éclaircie, éd. Gallimard.
199. Joy Sorman, Comme une bête, éd. Gallimard, 176 p..
200. Christophe Spielberger, Pépère, éd. L'Une et l'autre.
201. Olivier Steiner, Bohème, éd. Gallimard / NRF.
202. Ludo Sterman, Dernier Shoot pour l'Enfer, éd. Fayard.
203. Amanda Sthers, Rompre le charme, éd. Stock, 142 p..
204. Pierre Szalowski (québécois), Mais qu'est-ce que tu fais là, tout seul ?, éd. Héloïse d'Ormesson, 272 p.. Un conte sur la magie de Noël.
205. Sylvie Taussig, Dans les plis sinueux des vieilles capitales, éd. Galaades, 1 776 p.
206. Gérald Tenenbaum, L'Affinité des traces, éd. Héloïse d'Ormesson.
207. David Thomas, Je n'ai pas fini de regarder le monde, éd. Albin Michel, 180 p.
208. Philippe Thomas, Les Invincibles. Le cauchemar d'un peuple (vol. 2), p. Galodé éditeurs.
209. Dominique Urtizverea, Un jour tu oublieras ta tête (premier roman), éd. L’Éditeur, 270 p. Un amnésique tente de retrouver sa mémoire.
210. François Vallejo, Métamorphoses, éd. Viviane Hamy, 331 p.. Sur le thème de la conversion à l'islam.
211. Didier van Cauwelaert, Double identité, éd. Albin Michel.
212. Jean Vautrin, Quatre soldats français, tome 4 : Les années Faribole, éd. Robert Laffont, 458 p.
213. Cédric Villani, Théorème vivant, éd. Grasset, 281 p.. Le quotidien de l'avancée des mathématiques.
214. Philippe de Villiers, Le Roman de Charette, éd. Albin Michel, 476 p.
215. Marin de Viry, Mémoires d'un snobé, éd. Pierre-Guillaume de Roux, 206 p.
216. Frédéric Vitoux, Jours inquiets dans l'île Saint-Louis, éd. Fayard, 304 p.
217. Jérôme-Arnaud Wagner, Reviens mon ange…, éd. Les Nouveaux Auteurs, 310 p.
218. François Weyergans, Royal romance, éd. Julliard. S'aimer mais de loin.
219. Anne Wiazemsky, Une année studieuse, éd. Gallimard, 272 p.
220. Florian Zeller, La Jouissance, éd. Gallimard, 159 p.. Un roman européen.

#### Auteurs traduits
1. Mark Adams, Machu Picchu, première à droite, traduit par Anne Guitton, éd. Arthaud, 360 p.. La découverte de la cité par l'archéologue Hiram Bingham III.
2. Beryl Bainbridge, La Fille avec la robe à pois, traduit par Laurence Kiéfé, éd. Christian Bourgois, 218 p.
3. Sebastian Barry (irlandais), Du côté de Canaan, traduit par Florence Lévy-Paoloni, 280 p, éd. Joëlle Losfeld.
4. Ann Beattie (américaine), Promenade avec les hommes, traduit par Anne Rabinovitch, éd. Christian Bourgois, 110 p. Une histoire d'amour dans le New York des années 1980.
5. William Boyd (anglais), Un Anglais sous les tropiques, éd. Point2, 648 p. Cynisme et humour britannique.
6. Ivana Brodozic (serbo-croate), Hôtel Z (premier roman), traduit par Christine Chalhoub, éd. Actes Sud, 256 p, 5 années d'exil.
7. James Lee Burke (américain), L'Emblème du Croisé, éd. Rivages.
8. Andrea Camilleri (italien), Le Coup de filet, éd. Fayard, 234 p.
9. Chen Zhongshi (chinoise), Au pays du cerf blanc, traduit par Baoqing Shao et Solange Cruveillé, éd. Le Seuil, 848 p.. Saga de deux familles sur plusieurs générations, best-seller en Chine en 1993.
10. Lee Child (américain), Elle savait, éd. Calmann-Lévy, 448 p..
11. Maggie Shipstead (américaine), Plan de table (premier roman), éd. Belfond, 420 p. Un mariage dans la bourgeoisie gâtée de la côte Est.
12. Carin Clevidence (américain), La Maison de Salt Hay Road, éd. Quai Voltaire, 306 p. Sur la plage abandonnée…
13. Clive Cussler (américain), L'Or de Sparte, éd. Grasset, 418 p.
14. Abha Dawesar (indienne-américaine), Sensorium, traduit par Laurence Videloup, éd. Héloïse d'Ormesson, 400 p.
15. Jonathan Dee (américain), La Fabrique des illusions, traduit par Anouck Neuhoff, éd. Plon, 448 p. De la femme fatale à l'amante.
16. E. L. Doctorow (américain), Homer & Langley, traduit par Christine Le Boeuf, Arles, Actes Sud, 2012, 228 p.
17. Elsebeth Egholm (danoise), Organes vitaux, éd. Le Cherche Midi, coll. Néo.
18. Nicholas Evans (anglais), Les Blessures invisibles, éd. Albin Michel.
19. Lucía Etxebarría (espagnole), Le Contenu du silence, traduit par Nicolas Véron, éd. Louise d'Ormesson, 400 p. Sur les traces d'une secte responsable d'un suicide collectif.
20. Luisa Etxenike (basque espagnole), Le Ravissement de l'été, traduit par Carole Hanna, éd. Robert Laffont, 189 p. Une tragédie au Pays basque.
21. Roopa Farooki (britannique), La Petite boutique des rêves (second roman), traduit par Jérémy Oriol, éd. Gaïa, 368 p. Que reste-t-il à vivre quand on a réalisé trop tôt tous ses rêves ?
22. Kylie Fitzpatrick (anglaise), Une fibre meurtrière, éd. Actes Sud, 464 p.. La vie épique d'une femme dans les années 1840 en Angleterre et en Australie.
23. Ken Follett, Le Siècle, tome 2. L'Hiver du monde, éd. Robert Laffont, 996 p.. La petite et grande Histoire du XXe siècle.
24. Edward Morgan Forster (1879-1970), Monteriano, traduit par Charles Mauron, éd. Le Bruit du temps, 225 p.. Amour et exotisme.
25. Jean Forton (1930-1982), La vraie vie est ailleurs, éd. La Dilettante, 320 p..
26. Margaux Fragoso (américaine), Tigre, tigre ! (premier roman), traduit par Marie Darrieussecq, éd. Flammarion, 408 p.. Un roman autobiographique.
27. Melanie Gideon (américaine), L'Année en pente douce, traduit par Séverine Quelet, éd. 10/18, 260 p.. Une desperate housewife drôle.
28. James Greer (américain), L'Échec, traduit par Guylaine Vivarat, éd. Joëlle Losfeld, 216 p..
29. Léonid Guirchovitch, Schubert à Kiev, traduit par Luba Jurgenson, éd. Verdier, 409 p..
30. Chad Harbach (américain), L'Art du jeu, éd. Jean-Claude Lattès, 672 p..
31. Titania Hardie (anglaise), La Maison du vent, traduit par Séverine Quelet, éd. Les Escales, 480 p..
32. Carl Hiaasen (américain), Presse-people, traduit par Yves Sarda, éd. des 2 Terres, 392 p.. Le milieu des people en Floride.
33. Victoria Hislop (anglaise), L'Île des oubliés, traduit par Alice Delarbre, éd. Les Escales, 425 p.. Une jeune femme revient en Grèce dans l'île de sa mère pour découvrir le secret de ses origines.
34. Stephen Hunter, Le Sniper, éd. Actes Noirs.
35. Takuji Ichikawa, Je reviendrai avec la pluie, traduit par Mathilde Bouhon, éd. Flammarion, 330 p. Une histoire d'amour au-delà de la mort.
36. Eowyn Ivey, La Fille de l'hiver, traduit par Isabelle Chapman, éd. Fleuve noir, 430 p..
37. E. L. James, Cinquante nuances de Grey (tome 1), éd. Jean-Claude Lattès, 552 p. Récit érotique.
38. Rachel Joyce, La lettre qui allait changer le destin d'Harold Fry arriva le mardi, éd. XO, 368 p. Un périple de 3 mois à travers l'Angleterre jusqu'en Écosse.
39. Mieko Kawakami (japonaise), Seins et œufs, traduit par Patrick Honnoré, éd. Actes Sud, 108 p.. Sur les questions liées à la chirurgie esthétique.
40. Douglas Kennedy (américain), Combien, éd. Belfond, 310 p.. Kennedy au pays de l'argent.
41. Camilla Läckberg (suédoise), Cyanure, éd. Rivages.
42. David Levithan (américain), Dictionnaire d'un amour, traduit par Pierre Demarty, éd. Grasset, 245 p..
43. David Lodge (anglais) : Un homme de tempérament, éd. Rivages.
44. Audur Ava Ólafsdóttir (islandaise), L'Embellie, traduit par Catherine Eyjólfsson, éd. Zulma, 400 p. Quand tout va mal il faut espérer l'embellie.
45. Patricia MacDonald (américaine), Le Poids des mensonges, éd. Albin Michel, coll. Spécial Suspense.
46. Bruce Machart (américain), Le Sillage de l'oubli, traduit par Marc Amfreville, éd. Gallmeister, 335 p..
47. Henning Mankell, L’œil du léopard, traduit par Agneta Ségol et Marianne Ségol-Samoy, éd. Le Seuil / Cadre vert, 342 p.. La haine en Zambie entre blancs et noirs.
48. George R. R. Martin (américain), Riverdream, traduit par Alain Robert, éd. Mnémos.
49. Joyce Maynard (américaine), Les Filles de l'ouragan, traduit par Simone Arous, éd. Philippe Rey.
50. Margaret Mazzantini (italienne), La Mer, la matin, traduit par Delphine Gachet, éd. Robert Laffont, 144 p.. Sur les douleurs de l'exil.
51. Katarina Mazetti (suédoise), Mon doudou divin, traduit par Lena Grumbach et Catherine Marcus (traduction), éd. Gaïa, 241 p. Au sein d'une secte.
52. Thomas McGuane (américain), Sur les jantes, traduit par Marc Amfreville, éd. Christian Bourgois, 495 p..
53. Paula McLain (américaine), Madame Hemingway, traduit par Sophie Bastide-Foltz, éd. Buchet-Chastel, 460 p. Le Paris des années 1920 où se côtoient Gertrude Stein, Ezra Pound et le couple Fitzgerald.
54. Glenn Meade (irlandais), Opération Romanov, traduit par Sophie Guyon, City Éditions, 590 p. Un thriller sur un projet de tentative d'évasion de la famille Romanov en 1918.
55. Jane Mendelsohn (américaine), American Music, traduit par Nathalie Bru et Estelle Jacquet-Dégez, éd. Calmann-Lévy.
56. Moni Mohsin (pakistanaise), Petits arrangements avec la mariage, traduit par Christine Barbaste, éd. Fleuve Noir, 276 p.. Étude de mœurs humoristique de la bourgeoisie pakistanaise.
57. Toni Morrison (américaine), Home, traduit par Christine Laferrière, éd. Christian Bourgois, 154 p.
58. Steve Mosby (anglais), Les Fleurs de l'ombre, traduit par Laura Derajinski, éd. Sonatine.
59. David Nicholls (anglais), Pourquoi pas ?, traduit par Michèle Lévy-Bram, éd. Belfond, 480 p.
60. Stewart O'Nan (américain), Emily, traduit par Paule Guivarch, éd. de l'Olivier, 334 p. Sur le thème de la vieillesse et la fin de vie.
61. Juan Carlos Onetti (uruguayen, 1909-1994) : Une nuit de chien, traduit par Louis Jolicœur, éd. Christian Bourgois / Titres, 301 p.
62. Julie Otsuka (américaine), Certaines n'avaient jamais vu la mer, traduit par Carine Chichereau, éd. Phébus, 144 p.
63. Federica De Paolis (italienne), Je t'écoute
64. James Patterson (américain), Œil pour œil, éd. Archipal, coll. Suspense.
65. Don Pendleton (1925-1997, américain), L'exécuteur : Archives de sang, éd. Vauvenargues / Le Cercle.
66. Belva Plain (1915-2010, américaine), Les Complaisances du cœur, traduit par Michel Ganstel, éd. Belfond.
67. Elvin Post (hollandais), Room Service, éd. Le Seuil, 336 p.
68. Richard Powers, Gains, traduit par Claro, éd. Le Cherche-Midi, 630 p.
69. Caroline Preston, Le Journal de Frankie Pratt, éd. Nil, 240 p. Un roman graphique.
70. Riikka Pulkkinen (finlandaise), L'Armoire des robes oubliées, traduit par Claire Saint-Germain, éd. Albin Michel, 432 p.. La vie amoureuse d'Elsa.
71. Kate Quinn, La Maîtresse de Rome, traduit par Catherine Barret, éd. Presses de la Cité, 540 p. Saga et amours d'une esclave insoumise dans la Rome antique.
72. Jonathan Rabb (américain), Le Second fils, éd. 10/18, coll. Grands détectives.
73. Anne B. Ragde (norvégienne), Je m'appelle Lotte et j'ai huit ans, éd. Balland, 240 p.. Une enfance en Norvège.
74. Donald Ray Pollock (américain), Le Diable, tout le temps (The Devil All the Time), éd. Albin Michel, coll. Terres d'Amériques, 384 p.. Un roman sombre, violent et inoubliable sur la condition humaine.
75. Kathy Reichs (américaine), Les traces de l'araignée, traduit par Viviane Mikhalkova, éd. Robert Laffont.
76. Ruth Rendell (anglaise), Une fille dans un caveau, éd. Le Masque.
77. Ruth Rendell (anglaise), La Maison du Lys tigré, éd. des Deux Terres.
78. Eugene S. Robinson (américain), Paternostra, éd. Inculte Fiction.
79. Charlotte Rogan (américaine), Les accusées (premier roman), traduit de l'américain par Vincent Hugon, Fleuve Noir.
80. James Rollins (américain), La Clé de l'Apocalypse, éd. Fleuve Noir.
81. Philip Roth (américain), Némésis, traduit par Marie-Claire Pasquier, éd. Gallimard, 228 p. Pour clore sa tétralogie du cataclysme.
82. J. K. Rowling (anglaise), Une place à prendre, traduit par Pierre Demarty, éd. Grasset, 680 p. Les déboires d'une bourgade et la bêtise égoïste de ses habitants.
83. Eugen Ruge (allemand), Quand la lumière décline (premier roman), traduit par Pierre Deshusses, éd. Les Escales, 432 p. Le roman d'une famille de la RDA vers la RFA.
84. Karen Russell (américaine), Swamplandia (premier roman), traduit par Valérie Malfoy, éd. Albin Michel, 472 p. La vie et la chaos d'un parc d'attraction.
85. Mark SaFranko (américain), Dieu bénisse l'Amérique, traduit par Karine Lalechère, éd. 13e Note, 400 p.
86. Susan Fromberg Schaeffer, Folie d'une femme séduite, traduit par Éùléonore Bakhatadzé, éd. Belfond, 800 p.
87. Lisa See (américaine), Ombres chinoises (suite), traduit par Pierre Ménard, éd. Flammarion, 456 p.
88. Tom Sharpe (anglais), Wilt (tome 5) : Comment enseigner l'histoire à un ado dégénéré en repoussant le assauts d'une nymphomane alcoolique, traduit par Daphné Bernard, éd. Belfond, 368 p. Humour.
89. Helen Simonson, La Dernière conquête du major Pettigrew, traduit par Johan-Frédérik Hel-Guedj, éd. NiL, 492 p.. Pas de retraite amoureuse pour le major Pettigrew.
90. Charlie Smith (américain), Contretemps, traduit par Nicolas Richard, éd. Gallimard, 370 p..
91. Lionel Shriver (américain), Tout ça pour quoi, éd. Belfond.
92. Christopher Sorrentino, Transes, traduit par Clément Baude, éd. Sonatine, 730 p.. Inspiré de l'enlèvement de Patty Hearst, une héritière épouse la cause de ses geôliers.
93. Danielle Steel (américaine), Liens familiaux, traduit par Hélène Colombeau, éd. Presses de la Cité, 306 p..
94. Danielle Steel (américaine), Colocataires, traduit par Catherine Berthet, éd. Presses de la Cité, 312 p..
95. Amanda Sthers (américaine), Rompre le charme, éd. Stock, coll. La Bleue, 142 p..
96. Kathryn Stockett (américaine), Les Couleurs des sentiments (The Help), traduit par Pierre Girard, éd. Jacqueline Chambon.
97. Italo Svevo (italien), Court voyage sentimental, éd. Rivages poche, 240 p.. L'effet chemin de fer sur l'inconscient.
98. Tarun Tejpal (indien), La Vallée des masques, traduit par Dominique Vitalyos, éd. Albin Michel, 454 p..
99. Albert Torres-Blandina (espagnol), Le Japon n'existe pas, éd. Métaillé, 160 p.. L'aéroport comme scène de théâtre.
100. Joanna Trollope (anglaise), Désaccords mineurs, traduit par Johan-Frédérik Hel Guedj, éd. des Deux Terres, 336 p..
101. Juan Gabriel Vásquez (colombien), Le Bruit des choses qui tombent, traduit par Isabelle Gugnon, éd. du Seuil, 304 p.. Sur la violence des narcotrafics.
102. Amy Waldman (américaine), Un concours de circonstances, traduit par Laetitia Devaux, éd. de l'Olivier, 401 p..
103. Karen Thompson Walker, L'Âge des miracles, éd. Presses de la Cité.
104. Jeanette Winterson (anglaise), Pourquoi être heureux quand on peut être normal, éd. de l'Olivier, 270 p. Roman autobiographique.
105. P. G. Wodehouse (anglais), Oncle Fred & Co, éd. Omnibus, 1.238 p. Recueil de 6 romans humoristiques.
106. Alejandro Zambra (chilien), Personnages secondaires, traduit par Denise Laroutis, éd. L'Olivier, 170 p. Sur les épargnés de Pinochet.

#### Livres pour la jeunesse
1. Sophie Audouin-Mamikonian, La Couleur de l'âme des anges, éd. Robert Laffont, 448 p..
2. Jean-Pierre Azéma (historien), L'Occupation expliquée à mon petit-fils, éd. Le Seuil, 124 p..
3. Michael Gerard Bauer, L'homme qui court, traduit par David Camus et Dominique Haas, éd. Bayard jeunesse, coll. Millezime, 352 p..
4. Jacques Braustein, Loin du centre, éd. Nil, 180 p. Souvenir de la jeunesse parisienne des années 1980.
5. Patrick Carman, Trackers, éd. Bayard jeunesse. Thriller dans les méandres d'Internet.
6. Sophie Chérer, La Vraie Couleur de la vanille, éd. L'École des Loisirs, 209 p..
7. Suzanne Collins (américaine), Hunger Games, éd. Pocket jeunesse, 400 p. Premier volet d'une trilogie.
8. Nadia Coste, Les Fedeylins, éd. Gründ : t. 3 : À travers la surface et t. 4 : L'Ombre des pères
9. Julie Cross, Tempest. Les ennemis du temps, éd. Le Seuil.
10. Raphaël Dargent, Jeanne d'Arc racontée aux enfants, éd. Éveil et Découvertes, 74 p.
11. Victor Dixen, Printemps humain (Le Cas Jack Spark saison 4), Jean-Claude Gawsewitch Éditeur.
12. Chris Donner, Tempête au haras, éd. L'école des loisirs.
13. Paul Eyghar, Les Bertignac. L'homme à l’œil de diamant, éd. Hugo & cie, 496 p. Prix du roman familial.
14. Kat Falls, Le Spectre des abysses, tome 1, éd. Bayard Jeunesse, 328 p..
15. Carole Fives, Que nos vies aient l'air d'un film parfait, éd Le Passage, 118 p.. Recueil de textes pour la jeunesse sur le thème du bonheur.
16. Christophe Galfard, Le Matin des trois soleils, éd. PKJ.
17. Clive Giffors, OH ! Les sciences, éd. Gallimard jeunesse. Encyclopédie sur la physique, la chimie et les SVT.
18. Philippe Godard, Cinq discours pour désobéir, éd. Syros, coll. Les documents.
19. Emmanuelle Guattari, La Petite Borde, éd. Mercure de France, 140 p.. L'enfance de la fille du psychiatre Félix Guattari.
20. Wolfgang Herrndorf, Good Bye Berlin, éd. Thierry Magnier, 328 p. Un road trip.
21. Florence Hinckel, Théa pour l'éternité, éd. Syros, 224 p. Sur le thème de l'éternelle jeunesse.
22. Erin Hunter (4 britanniques), Sombre rivière.
23. Anne Jonas, illustrations de Nancy Peña et François Roca, Légendes yiddish, éd. Nathan, coll. Comtes et légendes. 11 histoires.
24. Joslan F. Keller, Via Temporis, tome 3 : Tous les chemins mènent vraiment à Rome, éd. Scrineo Jeunesse.
25. Emma Kennedy, Wilma Tenderfoot, tome 1 : L'Énigme des cœurs gelés, traduit de l'anglais par Corinne Daniellot, illustré par Nancy Peña, éd. Casterman.
26. Emma Kennedy, Wilma Tenderfoot, tome 2 : L'Énigme du poison putride, traduit de l'anglais par Corinne Daniellot, illustré par Nancy Peña, éd. Casterman.
27. Steven Knight, L'Héritage des Fels, traduit par Lilas Nord, éd. Fernand Nathan, 372 p. Fantastique au royaume du Grand Nord.
28. Cayla Kluver, Le temps de la vengeance, éd. Le Masque.
29. Agnès de Lestrade, Mon cœur n'oublie jamais, illustré par Violaine Marlange, éd. du Rouergue, coll. Zigzag.
30. Jean-Marc Ligny, Des yeux dans le ciel, éd. Syros, coll. Soon. Science-fiction.
31. Saci Lloyd, Carbon Diaries 2015, éd. Pocket jeunesse.
32. John Man, Gutemberg. La révolution du livre, éd. L’École des loisirs, coll. Médium documents.
33. Susie Morgenstern, Lettres d'amour de 0 à 10, éd. L'école des loisirs.
34. Robert Muchamore (anglais), Cherub, t. 13 : Le Clan Aramov, traduit par Antoine Pinchot, éd. Casterman, coll. Romans Grand Fo.
35. Michael Ondaatje (canadien-srilankais), La Table d'observation, traduit par Michel Lederer, éd. de l'Olivier, 257 p.. Un enfant observe les adultes d'un paquebot lors d'un voyage entre le Sri Lanka et Londres.
36. Christopher Paolini (américain), Héritage Eragon, tome 4, éd. Bayard Culture, 900 p.
37. Gilles Paris, Au pays des kangourous, éd. Don Quichotte, 250 p..
38. Sylvain Patthieu, Des impatientes, éd. du Rouergue, 250 p.. Le récit de deux filles de banlieue combattantes.
39. Olivier Peru et Patrick McSpare, Les Haut-Conteurs, tome 5 : La Mort noire, éd. Scrinéo Jeunesse
40. Éric Pessan et Quentin Bertoux, Quelque chose de merveilleux et d'effrayant (photo roman), éd. Thierry Magnier, 88 p.
41. Yves Pinguilly, Contes et légendes. L'Afrique d'ouest en est, éd. Nathan, 230 p.
42. Michel Piquemal, Jacques Azam, Je suis gaucher et alors ?, éd. de La Martinière Jeunesse.
43. Ron Rash, Le Monde à l'endroit, traduit par Isabelle Reinharez, éd. Le Seuil, 288 p. Un jeune homme devient un homme dans les Appalaches.
44. Anne Robillard, Les Héritiers d'Enkidiev, tome 3 : Nouveau Monde, éd. Michel Lafon.
45. Carlos Ruiz Zafón (espagnol), Marina, traduit par François Maspero, éd. Pocket Jeunesse.
46. Peter Sis, La Conférence des oiseaux, éd. de la Martinière, 160 p. Un conte poétique adapté d'un conte doufi du XIIe siècle.
47. Arthur Slade, Le Peuple de la pluie, éd. MSK, 309 p.
48. Neal Shusterman, L'Éternéant, tome 1 de la Trilogie des Illumières, éd. du Masque. Fantastique.
49. Arthur Ténor, Les Justiciers de Gaïa II - Le Chevalier Cassé sort les griffes, éd. Oskar-Oslo.
50. Jesmyn Ward (américain), Bois sauvage, traduit par Jean-Luc Piningre, 350 p.. Une adolescente enceinte dans le Mississippi.

#### Policiers, thrillers et espionnage
1. Raphaël Aurillac, Le Soleil noir de Thulé (premier roman), éd. de La Hutte, 512 p. Multinationale, franc-maçonnerie, nazisme et pandémie.
2. Neal Baer et Jonathan Greene, Vertiges mortels, traduit par Pascal Aubin, éd. MA coll. Pôle Noir, 376 p.
3. Russell Banks (américain), Lointain souvenir de la peau, traduit par Pierre Furlan, éd. Actes Sud, 443 p. Sur le quotidien d'un jeune délinquant sexuel.
4. Franz Bartelt, Facultatif bar, éd. D'un Noir si bleu.
5. Louis Bayard (américain), L'Héritage Dickens, éd. Le Cherche-Midi, 400 p.
6. Delphine Bertholon, Grâce, éd. Jean-Claude Lattès, 393 p. Thriller psychologique sur le thème des fantômes, secrets et non-dits familiaux.
7. Lawrence Block (américain), Le Pouce de l'assassin, traduit par Vincent Delezoide, éd. Calmann-Lévy, 374 p.
8. Odile Bouhier, De mal à personne (second roman), éd. Presses de la Cité, 232 p. Lyon 1920, l'assassinat d'un industriel.
9. Jérémy Bouquin, Règlements de contes, éd. Pavillon Noir
10. William Boyd (anglais), L'Attente de l'aube, traduit par Christiane Besse, éd. Le Seuil, 412 p..
11. Michel Bussi, Un avion sans elle, éd. Presses de la Cité, coll. Terres de France, 532 p. Prix 2012 des Maisons de la presse.
12. Natacha Calestrémé, Le Testament des abeilles (premier roman), éd. Albin Michel, 344 p.
13. Andrea Camilleri, Chien de faïence, éd. Pocket Thriller, 286 p..
14. Luigi Carletti (italien), Prison avec piscine, traduit par Marianne Faurobert, éd. Liana Levi, 247 p.
15. Donato Carrisi (italien), Le Tribunal des âmes, traduit par Anaïs Bokobza, éd. Calmann-Lévy, 464 p. Un tueur en série à Rome.
16. Joanna Challis, Péril à la maison Sommer : Une intrigue de Daphné du Maurier, éd. AdA, 296 p.
17. Joanna Challis, Meurtre sur les falaises, éd. AdA.
18. Marc Charuel, Les Soldats de papier (second roman), éd. Albin Michel, 457 p.. Sur le thème des disparus de Mourmelon.
19. Maxime Chattam, Le Requiem des Abysses, éd. Albin Michel, 454 p..
20. Marcia Clark, Mauvaises fréquentations, traduit par Guillaume Marlière, éd. Albin Michel, 431 p..
21. Harlan Coben, Sous haute tension, traduit par Roxane Azimi, éd. Belfond Noir, 391 p..
22. Fabrice Colin, Bue Jay Way, éd. Sonatine, 480 p.. Dans le milieu déjanté de Beverly Hills.
23. Hervé Commère, Le Deuxième Homme (troisième roman), éd. Fleuve Noir, 252 p..
24. Michael Connelly, Volte-Face, éd. Calmann-Lévy, 440 p..
25. Robin Cook (américain), Assurance vie, éd. Albin Michel, 555 p..
26. Glenn Cooper, Le Livre des âmes, éd. Pocket, coll. Thriller.
27. Maurice G. Dantec, Satellite Sisters, éd. Ring, 515 p.. Autour du jeu à Las Vegas.
28. Julia Deck, Viviane Élisabeth Fauville (premier roman), éd. de Minuit, 160 p.. Une tueuse psychopathe.
29. Ignacio del Valle (espagnol), Les Démons de Berlin, traduit par K. Louesdon et J.M. Ruiz-Funes, éd. Phébus, 448 p..
30. Viola Di Grado (italienne), 70 % acrylique, 30 % laine (premier roman), traduit par Nathalie Bauer, éd. Le Seuil, 235 p..
31. Artin Dilukeba, Si vous logez chez les chauves souris, dormez comme elles, éd. Les 3 génies, 170 p..
32. Zoran Drvenkar, Toi, traduit par Corinna Gepner, éd. Sonatines, 565 p.. Un sérial-tueur poursuit 5 jeunes après avoir tué 26 personnes.
33. Marc Dugain, Avenue des Géants, éd. Gallimard, 360 p. Sur le tueur en série Edmund Kemper. Prix des lycéennes Elle 2013.
34. R. J. Ellory (américain), Les Anges de New York, éd. Sonatine, 553 p..
35. Caryl Férey, Mapuche, éd. Gallimard, 449 p.. Une plongée dans le Buenos Aires sombre.
36. Wolfram Fleischhauer (allemand), Trois minutes avec la réalité, traduit par Johannes Honigmann, éd. Jacqueline Chambon, 480 p..
37. Gillian Flynn, Les Apparences, traduit par Héloïse Esquié, éd. Sonatine, 573 p..
38. Hervé Frantz, Tremblement nucléaire. Thriller technologique (premier roman), éd. J. Do Bentzinger, 452 p..
39. Michèle Garabédia, Le septième chant, éd. Pierre Philippe.
40. Lisa Gardner (américaine), Les Morsures du passé, éd. Albin Michel, 420 p..
41. Olivier Gay, Les talons hauts rapprochent les filles du ciel (premier roman), éd. du Masque, 380 p, prix du premier roman au festival de Beaune. Un tueur en série dans les nuits parisiennes.
42. William Gay (américain), La Demeure éternelle, éd. de L'Olivier, 153 p.. Un psychopathe règne par la violence sur une communauté rurale dans les années 1940.
43. Max Genève, Virtuoses, éd. Serge Safran, 396 p.. Un cinéaste est confronté à des disparitions non élucidées.
44. Éric Giacometti et Jacques Ravenne, Le Temple noir, éd. Fleuve Noir, 658 p.. Un ordre templier secret.
45. Robert Goolrick, Arrive un vagabond, traduit par Marie de Prémonville, éd. Anne Carrière, 317 p. Grand prix des lectrices Elle 2013.
46. Marcia Grad-Powers, Le Tueur de dragons au cœur lourd, traduit par François Minaudier, éd. Ambre, 236 p.
47. Sue Grafton (américaine), Un cadavre pour un autre : U comme usurpation, traduit par Marie-France de Paloméra, éd. Le Seuil, 438 p.
48. Patrick Graham (américain), Des fauves et des hommes, éd. Anne Carrière, 446 p.
49. Jean-Christophe Grangé, Kaïken, éd. Albin Michel, 480 p. Un tueur qui s'attaque aux femmes enceintes.
50. John Grisham (américain), Les Partenaires, traduit par Isabelle D. Philippe et Abel Gerschenfeld, éd. Robert Laffont, 430 p. Thriller judiciaire.
51. F.G. Haghenbeck (américain), L'Affaire Tequila, traduit par Juliette Ponce, éd. Denoël & d'ailleurs, 277 p.
52. Peter Halimi (américain), Tabloid City, éd. Balland, 410 p. Un journaliste termine son enquête avant la fermeture du journal.
53. Ron Hansen (américain), Une véritable et coupable passion (premier roman), traduction Vincent Hugon, éd. Buchet-Chastel, 312 p.
54. Jim Harrison (américain), Grand Maître, traduit par Brice Matthieussent, éd. Flammarion, 349 p.. À la poursuite d'une secte.
55. Arnaldur Indriðason (islandais), La Muraille de lave, traduit par Éric Boury, éd. Métailié / Noir, 350 p. Une enquête du remplaçant d'Erlandur.
56. P. D. James (anglaise), La mort s'invite à Pemberley, éd. Fayard, 396 p, 1802, un crime sur les terres de Pemberley.
57. Andrea H. Japp, En ce sang versé. Les enquêtes de M. de Mortagne, bourreau, éd. Flammarion.
58. Eva Joly (franco-norvégienne) et Judith Perrignon, Les Yeux de Lira, éd. Les Arènes, 315 p. Un écolo-polar.
59. Fabienne Juhel, Les Oubliés de la lande, éd. du Rouergue, 284 p. Un petit village à l'abri de la mort.
60. Jonathan Kellerman (américain), Double meurtre à Borodi Lane, éd. Le Seuil.
61. Camilla Läckberg (suédoise), La Sirène, traduit par Lena Grumbach, éd. Actes Sud, coll. Actes Noirs, 414 p.
62. Erik Larson, Dans le jardin de la bête, traduit par Édith Ochs, éd. Le Cherche Midi, 630 p.. Un thriller historique en 1933 à Berlin.
63. Donna Leon (américaine), Les Joyaux du paradis, traduit par William Olivier Desmond, éd. Calmann-Lévy, 286 p.. Des musiciens assassins.
64. Donna Leon (américaine), La Femme au masque de chair, traduit par William Olivier Desmond, éd. Calmann-Lévy, 240 p.
65. Hubert Loisel, La Preuve par 6, éd. du Bord du lot.
66. Alexander McCall Smith (écossais), Les Lointains tourments de la jeunesse, traduit par Martine Skopan, éd. des Deux Terres, 297 p.. Une nouvelle Miss Marple.
67. Val McDermid, Fièvre, traduit par Matthieu Farcot, éd. Flammarion, 448 p.
68. Eduardo Mendoza (espagnol), La Vérité sur l'affaire Savolta, éd. Pocket, coll. Roman noir.
69. Deon Meyer (sud-africain), À la trace, traduit par Marin Dorst, éd. Le Seuil, 722 p.
70. Tefcros Michaelides, Petits meurtres entre mathématicien, éd. Le Pommier, 288 p.
71. Aurélien Molas, Les Fantômes du delta, éd. Albin Michel, 528 p. En Afrique dans le delta du Niger.
72. Nadine Monfils, La Petite Fêlée aux allumettes, éd. Belfond, 250 p. Une étrange boîte d'allumettes.
73. Wajdi Mouawad, Anima, éd. Actes Sud, 400 p.. Un homme se lance à la poursuite du tueur de son épouse.
74. Valentin Musso, Le Murmure de l'ogre, éd. Le Seuil, 427 p.. Thriller psychologique à Nice.
75. T. Jefferson Parker (américain), Les Chiens du désert, traduit par Philippe Loubat-Delranc, éd. Calmann-Lévy, 368 p..
76. Patricia Parry, Sur un lit de fleurs blanches, éd. du Masque, 570 p. Prix du roman d'aventures. Les aventures d'une courtisane dans le Paris de années 1880.
77. James Patterson et Michael Ledwige, Copycat, éd. Archipel, coll. suspence, 384 p..
78. Gilda Piersanti (italienne), Wonderland : un été meurtrier, éd. Le Passage, 181 p..
79. Patrick Poivre d'Arvor, Rapaces, éd. Le Cherche Midi, 305 p.. Une fable policière pendant la campagne présidentielle 2012.
80. Donald Ray Pollock (américain), Le Diable, tout le temps, traduit par Christophe Mercier, éd. Albin Michel, 370 p..
81. Serge Quadruppani, Madame Courage, éd. Le Masque, 278 p.. Une enquête du commissaire Simona Tavianello.
82. Frédéric Rapilly, Le Chant du Diable, éd. Critic, 260 p..
83. Benoît Rittaud, L'Assassin des échecs et autres fictions mathématiques, éd. Le Pommier.
84. Vamba Sherif, Borderland, traduit par Xavier Luffin, éd. Métailié, 151 p..
85. Emily St. John Mandel (canadienne), Dernière nuit à Montréal (premier roman), traduit par Gérard de Chergé, éd. Rivages, 238 p.. Un père et sa fille en fuite.
86. Richard Ste-Marie (canadien), L'Inaveu, Alire, 242 p..
87. Matthew Stokoe (américain), La belle vie, traduit par Antoine Chainas, coll. Série Noire, 449 p..
88. Martin Suter, Allmen et le diamant rose, éd. Christian Bourgois, 196 p..
89. Paco Ignacio Taibo II (mexicain), Défunts disparus, traduit par René Solis, éd. Rivages / Noir, 124 p.. Thriller inspiré de la révolte des enseignants des années 1980.
90. Franck Thilliez, Atom[ka], éd. Fleuve Noir, 598 p.. Une journaliste a disparu alors qu'elle enquêtait sur des sites radioactifs.
91. Olivier Truc, Le Dernier Lapon, éd. Métailié, 450 p.. Un thriller dans la toundra glaciale.
92. L.C. Tyler, Étrange suicide dans une Fiat rouge à faible kilométrage, traduit par Julie Sibony, éd. Sonatine, 236 p..
93. Didier van Cauwelaert, Double identité, éd. Albin Michel, 246 p.. Un ex-tueur de la CIA au service de l'écologie.
94. Gérard de Villiers, Vengeance tchétchène, éd. Gérard de Villiers.
95. Gérard de Villiers, SAS, t. 191 : Les Fous de Benhghazi, éd. Gérard de Villiers.
96. Gérard de Villiers, SAS, t. 192 : Igla(s), éd. Gérard de Villiers.
97. Elisa Vix, La Nuit de l'accident, éd. du Rouergue. Un tueur fou dans le Cantal.
98. Donald Westlake (1933-2008), Mémoire morte, traduit par Gérard de Chergé, éd. Rivages, 384 p..
99. Don Winslow (américain), Cool, traduit par Freddy Michalski, éd. Le Seuil, 376 p.. L'enfer des paradis artificiels et la genèse des personnages du film Savages.
100. Don Winslow (américain), L'Heure des gentlemen, éd. du Masque.
101. Michael Zadoorian (américain), La Boutique de la seconde chance, traduit par Jean-François Merle, éd. Fleuve noir, 312 p..

### Théâtre
1. Gérald Sibleyras, Pensées secrètes, adaptation du livre de David Lodge, théâtre Montparnasse, Paris.
2. Laurent Seksik, Les Derniers Jours de Stefan Zweig, une adaptation de son livre, théâtre Antoine.
3. Mikho Mossoulichvili – Mon rouge-gorge...

## Décès
- 2 janvier, Jean Revol (82 ans), peintre, essayiste et écrivain français.
- 3 janvier :
  - Josef Škvorecký (87 ans), écrivain tchéquo-canadien.
  - Víctor Arriagada Ríos dit Vicar (77 ans), dessinateur de bandes dessinées chilien.
- 5 janvier, Frederica Sagor Maas (111 ans), dramaturge et scénariste de cinéma américaine.
- 12 janvier :
  - Reginald Hill (75 ans), auteur de romans policiers britannique.
  - Bernard Thomas (75 ans), journaliste, critique de théâtre, chroniqueur et écrivain français.
- 15 janvier, Carlo Fruttero (85 ans), écrivain, traducteur et journaliste italien.
- 16 janvier, Marie Savard (75 ans), poète, auteur-compositeur-interprète, éditrice, dramaturge et scénariste québécoise.
- 17 janvier, Georges Suffert (84 ans), journaliste, essayiste et écrivain français.
- 21 janvier, Vincenzo Consolo (78 ans), écrivain italien.
- 31 janvier, Dorothea Tanning (101 ans), peintre, sculptrice, éditrice et écrivaine américaine.
- 1er février, Wisława Szymborska (88 ans), poétesse polonaise, prix Nobel de littérature 1996.
- 3 février, John Christopher (Samuel Youd) (89 ans), écrivain britannique de science-fiction.
- 8 février, Franca Maï (52 ans), romancière, actrice et productrice française.
- 17 février, Geneviève Pastre (87 ans), écrivaine, poétesse et militante française.
- 2 mars, Boubker el-Kadiri (97 ans), résistant et écrivain marocain.
- 7 mars, Félicien Marceau (98 ans), dramaturge, romancier et scénariste français, membre de l'Académie française.
- 8 mars, Simin Daneshvar (80 ans), romancière et nouvelliste iranienne.
- 10 mars, Jean Giraud dit aussi « Mœbius » et « Gir » (73 ans), auteur français de bandes dessinées.
- 14 mars, Pierre Schoendoerffer (83 ans), réalisateur et écrivain français.
- 21 mars :
  - Christine Brooke-Rose (89 ans), romancière et critique littéraire britannique.
  - Tonino Guerra (92 ans), écrivain, dramaturge et scénariste italien.
- 25 mars, Antonio Tabucchi (68 ans), traducteur et écrivain italien.
- 27 mars :
  - Jean Offredo (67 ans), journaliste et écrivain français.
  - Adrienne Rich (82 ans), poétesse et féministe américaine.
  - Antoine Raybaud (77 ans), enseignant, critique, poète et écrivain français.
- 28 mars :
  - John Arden (81 ans), dramaturge britannique.
  - Harry Crews (76 ans), romancier américain.
- 3 avril, Raymond Jean (86 ans), écrivain et essayiste français.
- 4 avril, Anne Karin Elstad (74 ans), romancière norvégienne.
- 21 avril, Christian de Bartillat (82 ans), écrivain et éditeur français.
- 26 avril, Michèle Monjauze, écrivaine et psychothérapeute française.
- 28 avril :
  - Matilde Camus (92 ans), poétesse espagnole.
  - Pierre Magnan (89 ans), écrivain français.
- 5 mai, Jean Dufournet (80 ans), universitaire spécialiste de la littérature du Moyen Âge, vice-président de la Sorbonne.
- 8 mai :
  - Yves Courrière (76 ans), écrivain, biographe et journaliste français.
  - Maurice Sendak (83 ans), illustrateur et écrivain de littérature jeunesse américain.
- 11 mai, Tony DeZuniga (71 ans), dessinateur de comics philippin.
- 12 mai, Eddy Paape (91 ans), auteur et dessinateur de bande dessinée belge.
- 15 mai :
  - Carlos Fuentes (83 ans), écrivain et essayiste mexicain.
  - Henry Denker (99 ans), romancier, dramaturge et scénariste américain.
  - Dominique Rolin (98 ans), écrivaine belge de langue française, membre de l'Académie royale de langue et de littérature françaises de Belgique.
- 16 mai, Ernie Chan (71 ans), dessinateur de comics américain.
- 19 mai, Muriel Cerf (61 ans), écrivaine française.
- 24 mai, Jacqueline Harpman (82 ans), psychanalyste et écrivain belge de langue française.
- 31 mai, Roger Fournier (82 ans), écrivain québécois.
- 5 juin, Ray Bradbury (91 ans), écrivain américain.
- 12 juin, Hector Bianciotti (82 ans), journaliste, écrivain et membre de l'Académie française d'origine italo-argentine.
- 14 juin, Raoul Mille (71 ans), écrivain français.
- 28 juin, Robert Sabatier (88 ans), écrivain français, membre de l'Académie Goncourt.
- 20 juillet, Marcel Mithois (90 ans), écrivain et auteur dramatique français.
- 21 juillet, Jean Ferniot (93 ans), journaliste et écrivain français.
- 25 juillet, Christian Rudel (84 ans), journaliste et écrivain français.
- 30 juillet :
  - Maeve Binchy (72 ans), écrivain irlandaise.
  - Héctor Tizón (82 ans), écrivain argentin.
  - André Weckmann (87 ans), écrivain régionaliste alsacien.
- 31 juillet, Gore Vidal (86 ans), écrivain américain.
- 2 août, Gilbert Prouteau (95 ans), écrivain et cinéaste français.
- 5 août, Roland C. Wagner (51 ans), écrivain français de science-fiction.
- 7 août, Michel Polac (82 ans), journaliste de presse, télévision et radio, producteur, écrivain, critique littéraire et cinéaste français.
- 12 août, Joe Kubert (85 ans), dessinateur américain d'origine polonaise de comics américains[56].
- 15 août, Harry Harrison (87 ans), écrivain américain de science-fiction.
- 17 août, Pierre-Alain Bertola (56 ans), dessinateur suisse de BD.
- 19 août, Catherine Lépront (61 ans), romancière, nouvelliste, dramaturge française, Prix Goncourt de la nouvelle.
- 21 août, Sergio Toppi (79 ans), scénariste et dessinateur italien de BD[57].
- 1er septembre, Françoise Collin (84 ans), romancière et philosophe belge.
- 6 septembre, Horacio Vázquez-Rial (65 ans), écrivain, journaliste et historien hispano-argentin.
- 7 septembre, Marcel Isy-Schwart (95 ans), aventurier, conférencier et écrivain français.
- 10 septembre :
  - Lucien Baumann (102 ans), avocat, poète et homme de lettres français.
  - Ernesto de la Peña (84 ans), écrivain mexicain.
- 20 septembre, Sylvie Genevoix (68 ans), journaliste et écrivaine française.
- 21 septembre, Henry Bauchau (99 ans), psychanalyste, poète, dramaturge et romancier belge de langue française.
- 30 septembre, Schlomo Venezia (89 ans), écrivain juif italien.
- 6 octobre, Antonio Cisneros (69 ans), poète et écrivain péruvien.
- 7 octobre, Ivo Michiels (89 ans), écrivain belge.
- 10 octobre, Carla Porta Musa (110 ans), essayiste et poète italienne.
- 13 octobre :
  - Georges Chaulet (81 ans), écrivain français.
  - Maruya Saiichi (87 ans), écrivain, traducteur et essayiste japonais.
- 15 octobre, Askold Bajanov écrivain sami russe (° 21 juillet 1934)
- 22 octobre, Gaetano Tumiati, journaliste et écrivain italien (º 16 mai 1918).
- 23 octobre, Sunil Gangopadhyay (78 ans), écrivain bengali.
- 25 octobre, Aude (95 ans), écrivaine canadienne.
- 27 octobre, Jacques Dupin (85 ans), poète français.
- 28 octobre, Yves Landrein (64 ans), éditeur français.
- 29 octobre, J. Bernlef (75 ans), romancier, poète et traducteur néerlandais.
- 1er novembre, Agustín García Calvo (86 ans), philologue, philosophe, poète et dramaturge espagnol.
- 2 novembre, Han Suyin (95 ans), écrivaine britannique.
- 3 novembre, Odd Børretzen (85 ans), écrivain, chanteur, illustrateur et traducteur norvégien.
- 7 novembre, Kevin O'Donnell (61 ans), écrivain de science-fiction américain.
- 19 novembre, Boris Strougatski (79 ans), écrivain de science-fiction russe.
- 25 novembre, Joseph Bialot (89 ans), écrivain français.
- 28 novembre, Spain Rodriguez (72 ans), dessinateur américain de comics underground.
- 4 décembre, Vassili Belov (80 ans), écrivain, poète et dramaturge soviétique puis russe.
- 2 décembre, Décio Pignatari (85 ans), poète, essayiste et traducteur brésilien.
- 16 décembre, Mario Ramos (54 ans), illustrateur et écrivain de littérature jeunesse belge.
- 19 décembre, Keiji Nakazawa (73 ans), mangaka japonais.
- 23 décembre, Jean Kay (69 ans), aventurier et écrivain français.